# Chevrolet Aveo
Chevrolet Aveo – samochód osobowy klasy subkompaktowej produkowany pod amerykańską marką Chevrolet od 2003 roku. Od 2022 roku produkowana jest czwarta generacja modelu.

## Pierwsza generacja

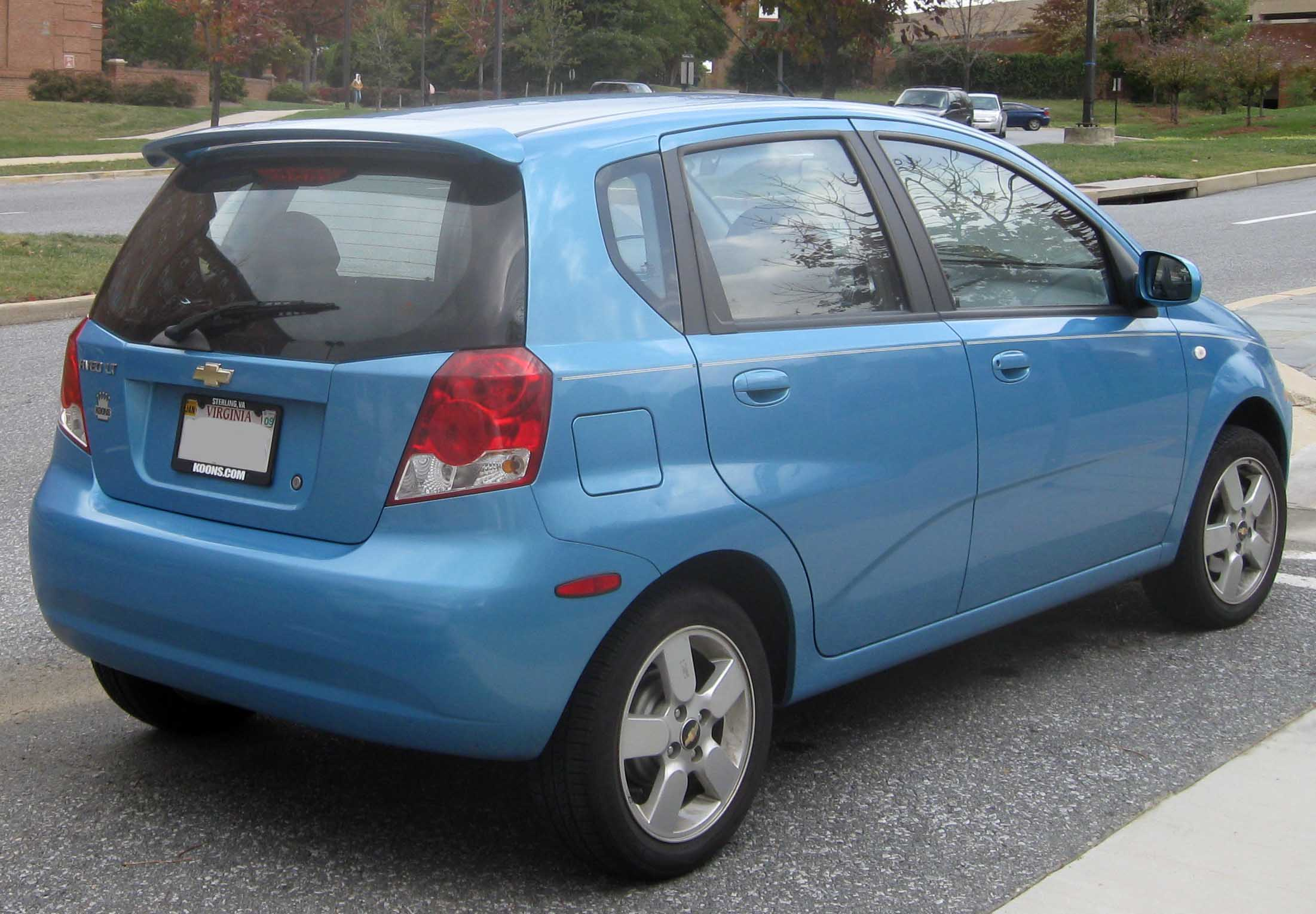
Chevrolet Aveo I – tył

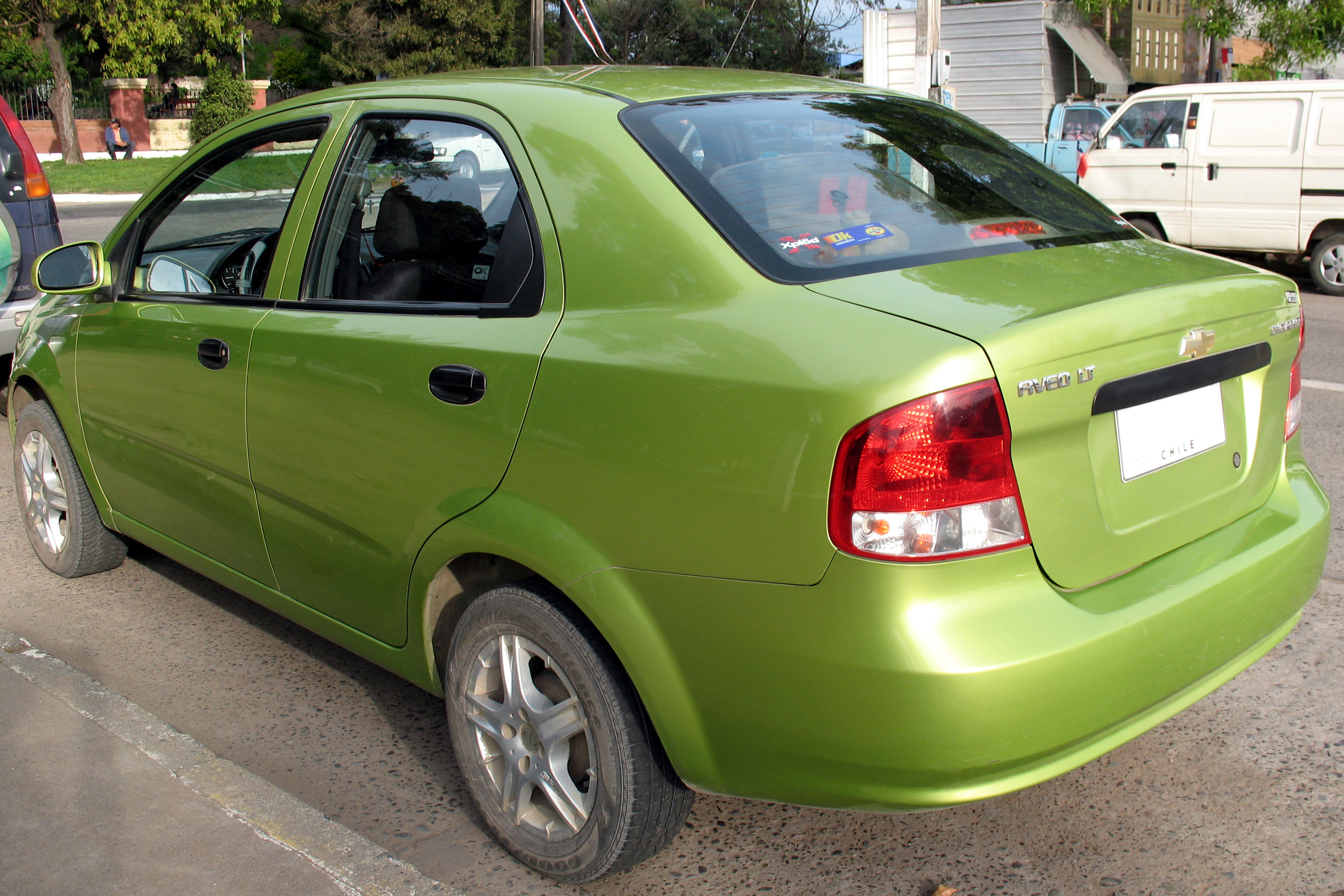
Chevrolet Aveo I Sedan

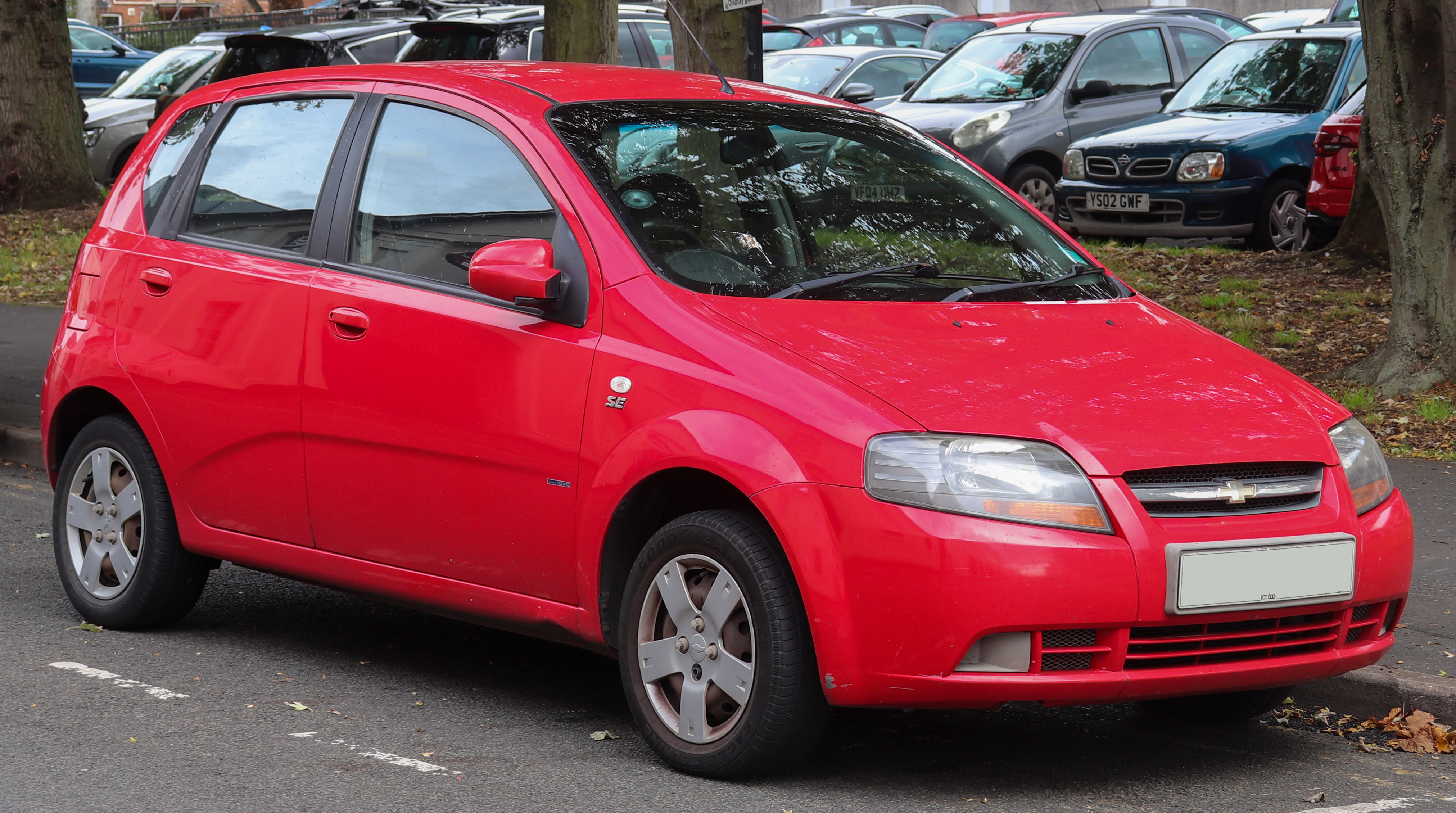
zachodnieuropejski Chevrolet Kalos

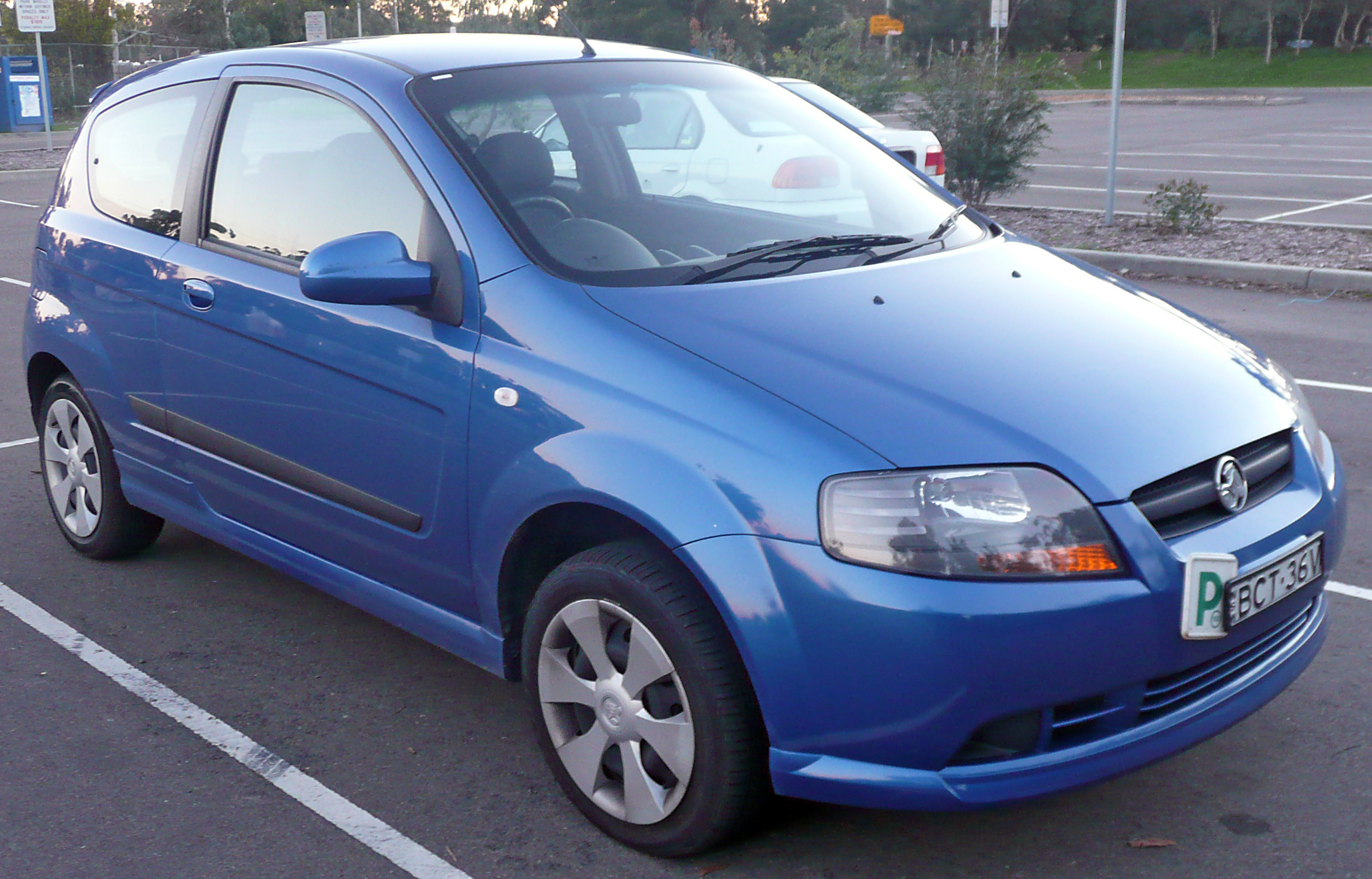
australijski Holden Barina

Chevrolet Aveo I został zaprezentowany po raz pierwszy w 2003 roku.
Pierwsza generacja modelu przyjęła kod fabryczny T200. Początkowo nazwa Chevrolet Aveo została zastosowana na rynku Ameryki Północnej i Azji, gdzie samochód trafił jako lokalna odmiana znanego w Europie i Korei Południowej Daewoo Kalos.
W związku z wycofaniem marki Daewoo z rynku europejskiego, General Motors podjęło decyzję o przemianowaniu całej dotychczasowej oferty tej południowokoreańskiej marki na Chevrolety. W ten sposób, nazwa Chevrolet Aveo pojawiła się także i w tym regionie, funkcjonując odtąd w Europie Centralnej i Środkowej. W Europie Zachodniej zdecydowano się za to stosować inne oznaczenie – Chevrolet Kalos.
Na salonie samochodowym w Paryżu w 2004 roku zaprezentowany został Chevrolet Aveo w wersji 3-drzwiowy hatchback, który dołączył do gamy modelowej składającej się dotychczas z wariantu sedan i 5-drzwiowego hatchbacka. Samochód względem wersji 5-drzwiowej wyróżnia się innymi szczegółami stylizacji nadwozia m.in. zderzakami i nakładkami na progi. Samochód trafił do sprzedaży w lutym 2005 roku.

### Sprzedaż
Pierwsza generacja Chevroleta Aveo była modelem globalnym, która w przeciwieństwie do pierwotnej postaci pod nazwą Daewoo Kalos oferowana była także w Ameryce Północnej i większej ilości rynków Azji. Ponadto, w związku z wycofaniem Daewoo z Australii i Nowej Zelandii, samochód przemianowano z Daewoo Kalos na piątą generację linii modelowej Holden Barina.

### Wersje wyposażenia
- Base
- Base+
- LS
- LT

### Silniki
- L4 1.2l E-TEC
- L4 1.4l E-TEC
- L4 1.4l 16v E-TEC
- L4 1.6l Family 1

## Druga generacja

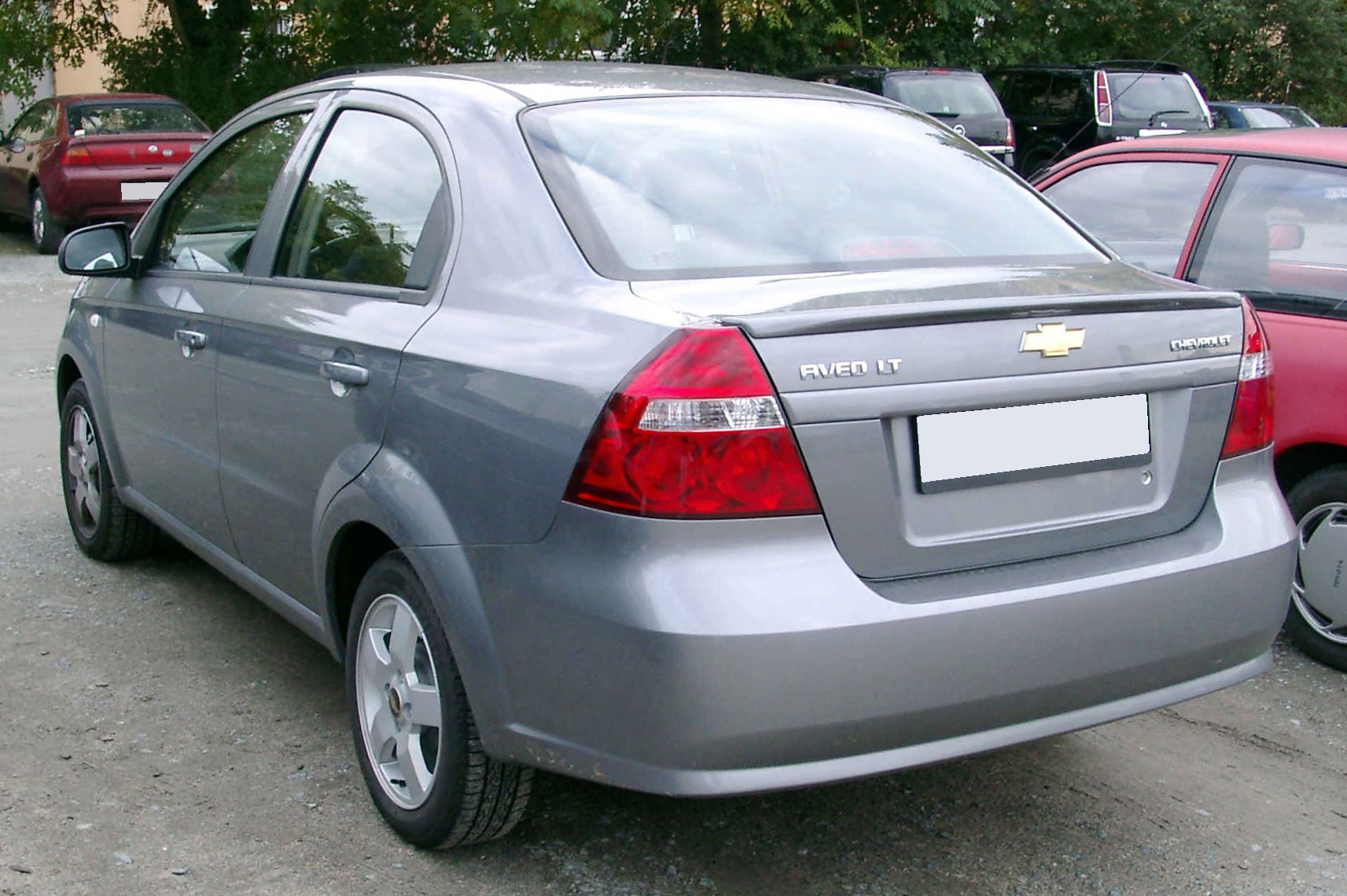
Chevrolet Aveo II – tył

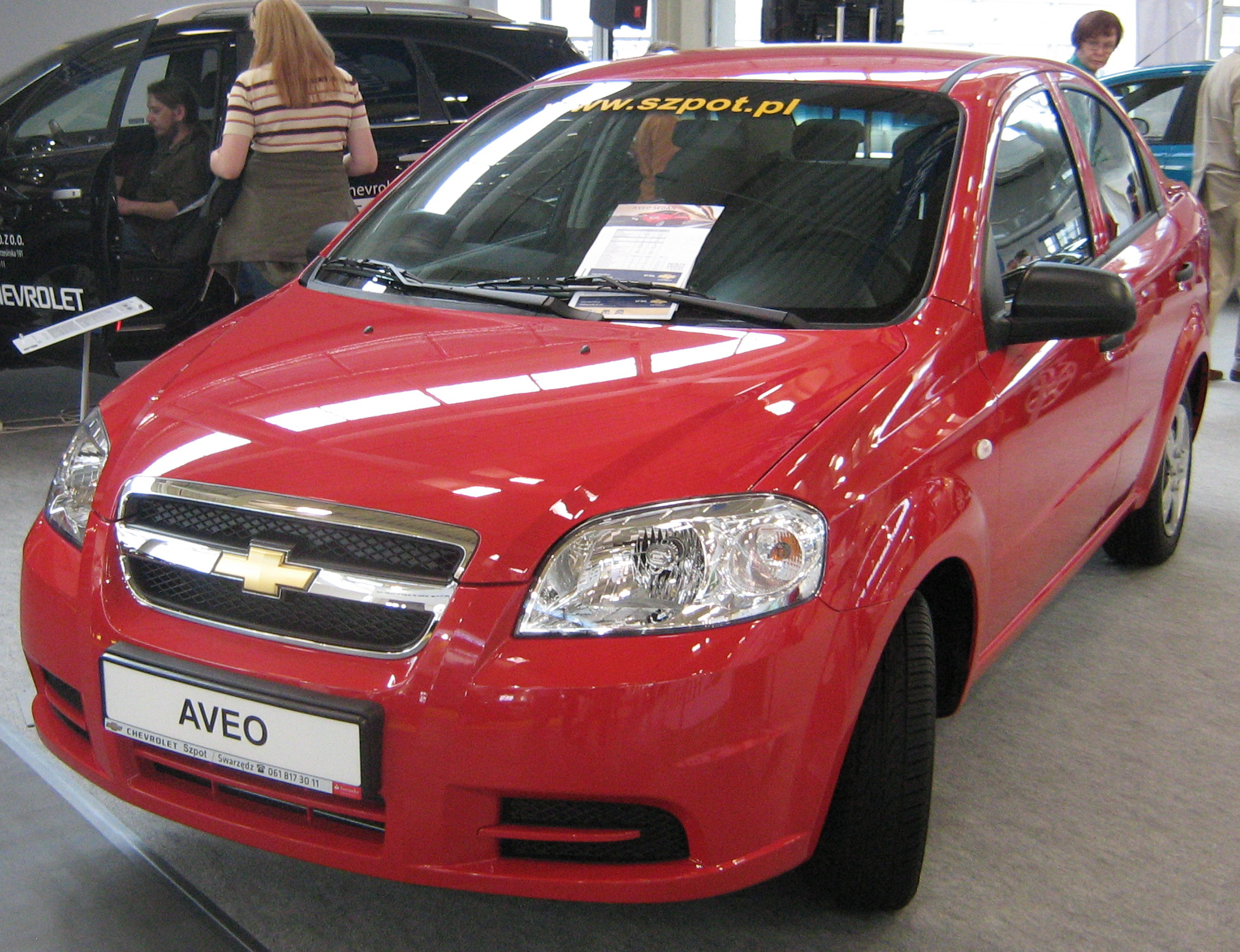
polski FSO Chevrolet Aveo

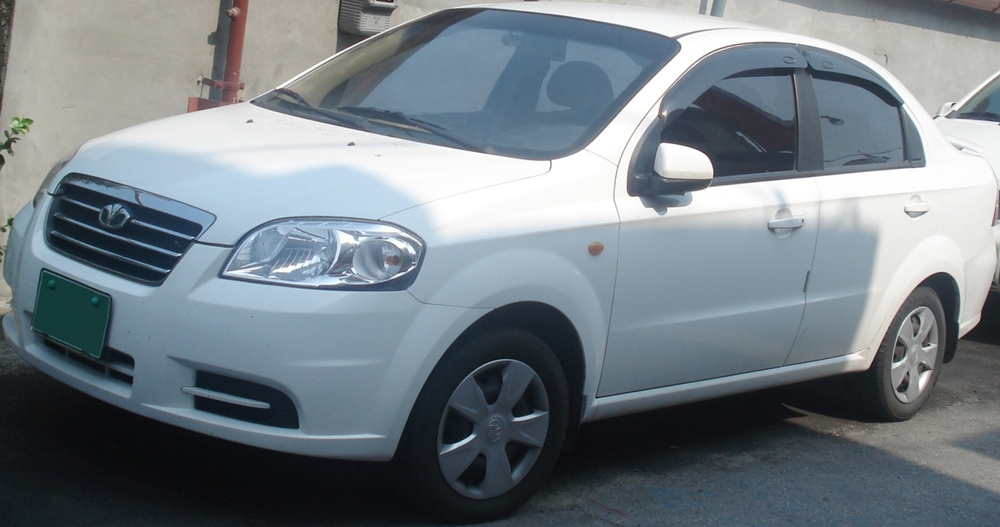
południowokoreański Daewoo Gentra

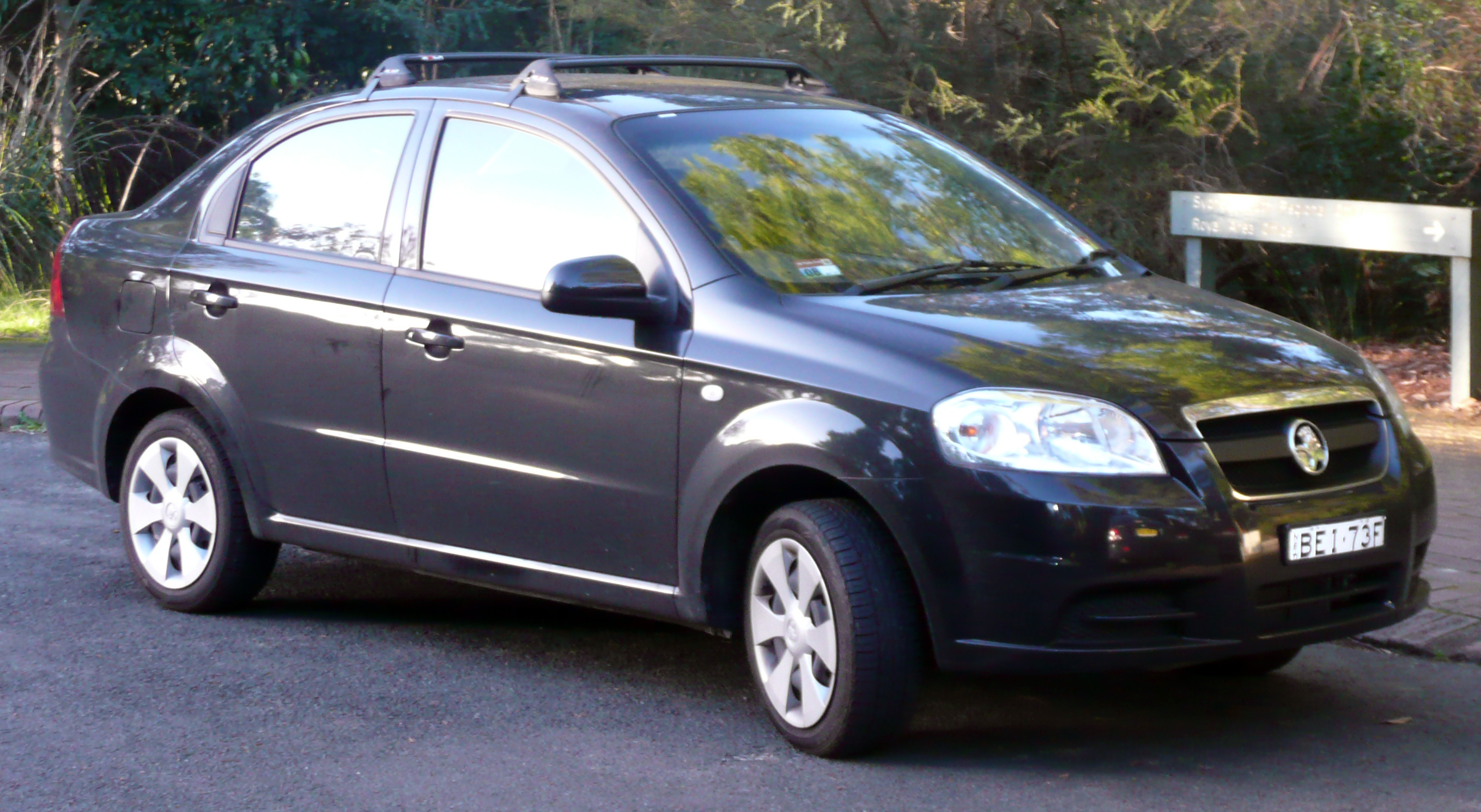
australijski Holden Barina Sedan

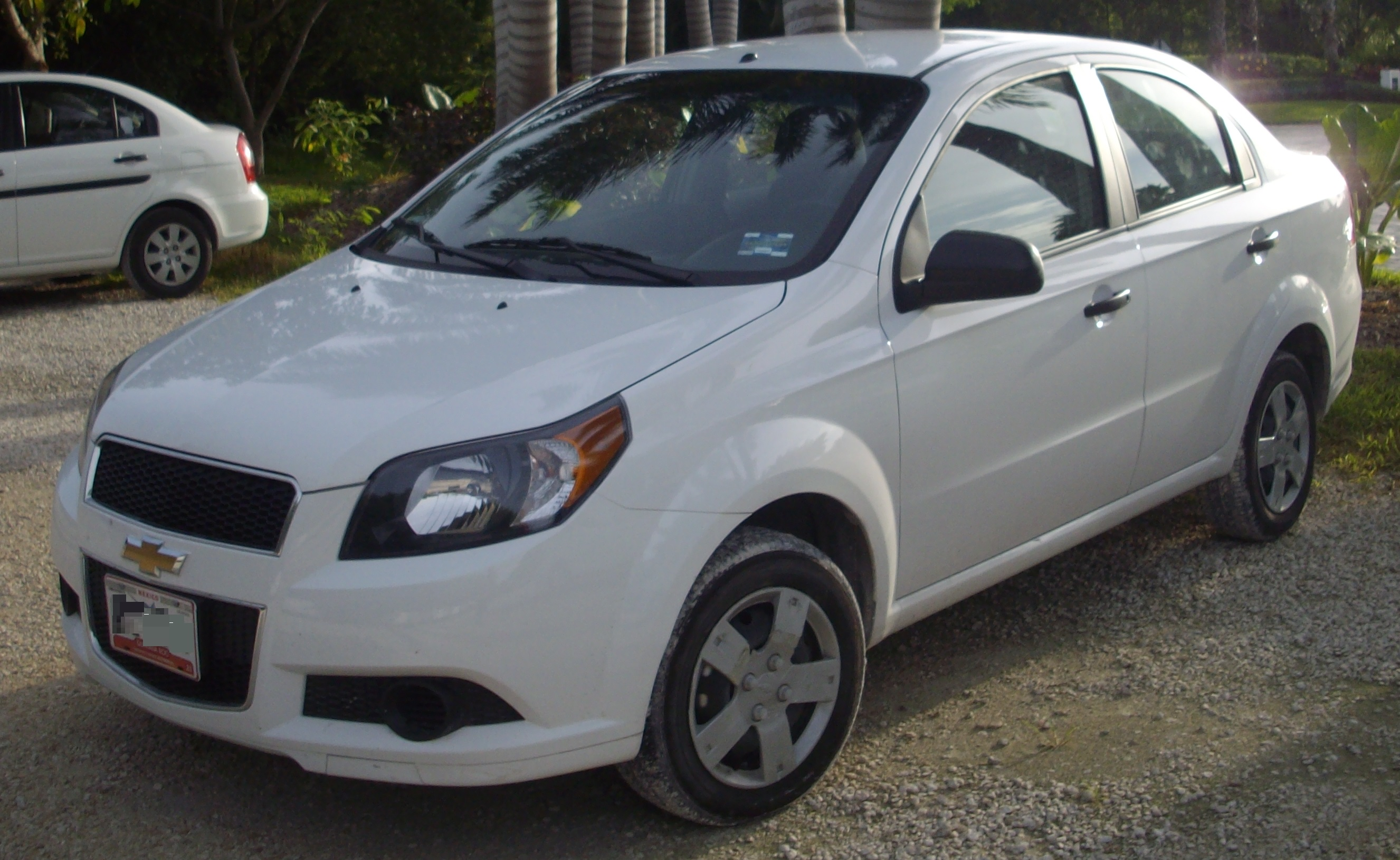
meksykański Chevrolet Aveo po pierwszym liftingu

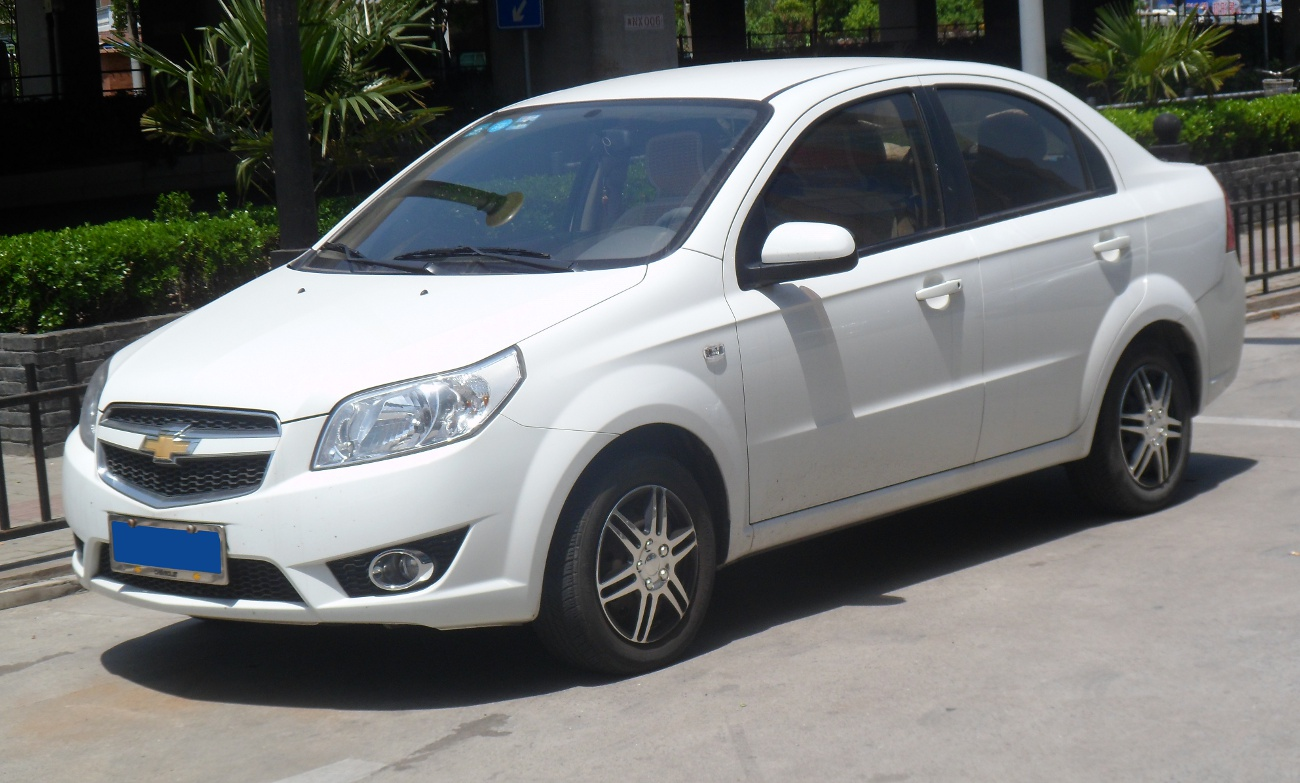
chiński Chevrolet Lova po liftingu

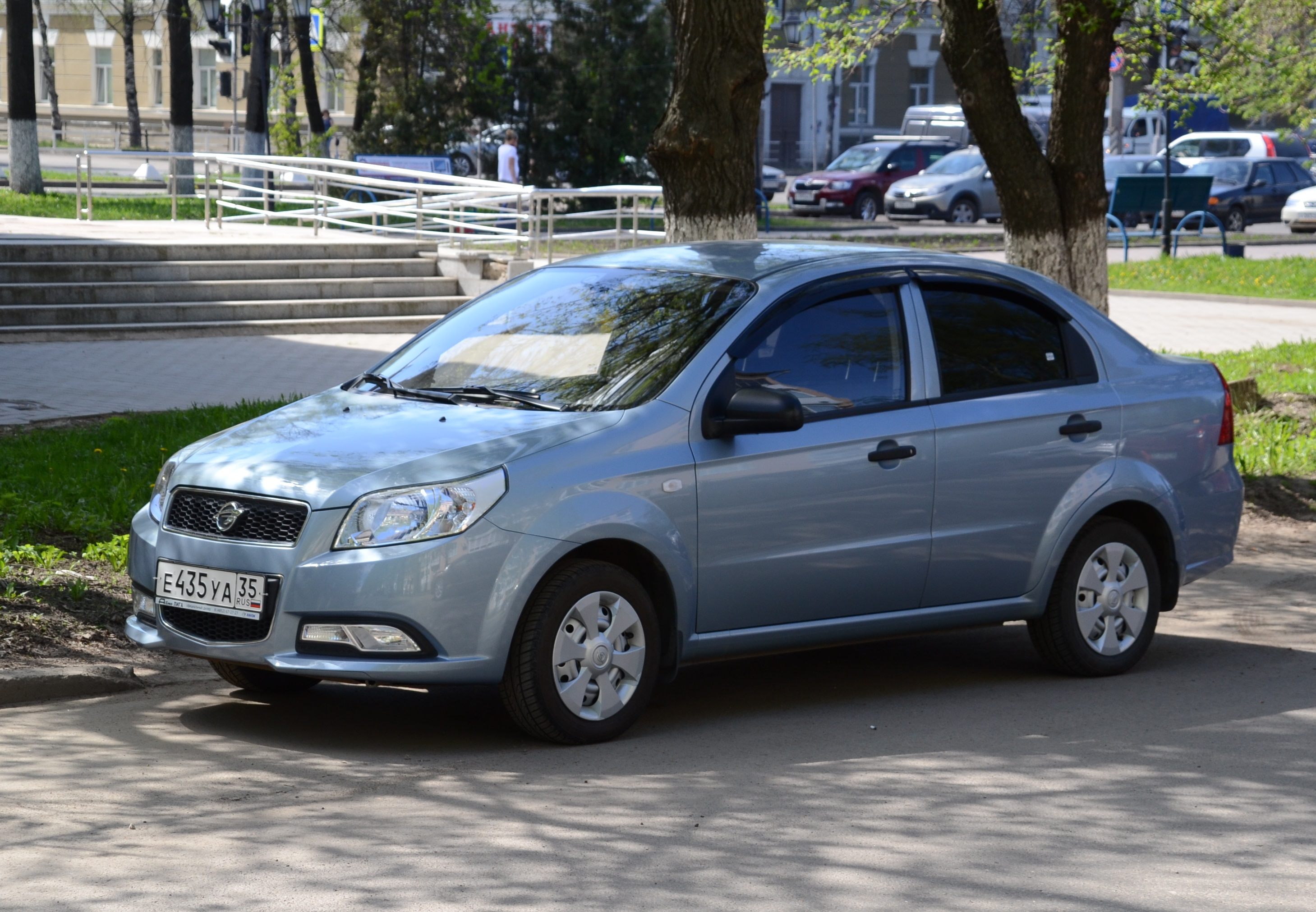
uzbecki Ravon Nexia R3

Chevrolet Aveo II został zaprezentowany po raz pierwszy w 2005 roku.
W pierwszej kolejności, gruntownie odnawiając Aveo, Chevrolet zdecydował się zaprezentować odmianę sedan. Opatrzony nowym kodem fabrycznym T250 samochód powstał na zmodyfikowanej płycie podłogowej poprzednika, dzieląc z nim rozwiązania techniczne przy całkowicie nowym wyglądzie nadwozia i kabiny pasażerskiej.
Pod kątem stylistycznym Aveo Sedan stało się bardziej kanciaste, zyskując duże reflektory i masywniejszą atrapę chłodnicy z logo producenta na szerszej poprzeczce. Pas przedni przyozdobiło wyraźnie zarysowane przetłoczenie, za to tylną część nadwozia zwieńczyły duże lampy o trójkątnym kształcie. Nowy projekt nadwozia pozwolił też osiągnąć lepszą aerodynamikę, która przełożyła się na dynamikę jazdy i niższe zużycie paliwa.
Kabina pasażerska została lepiej wyciszona i wykonana z solidniejszych i szlachetniejszych materiałów, a także zyskała bardziej różnorodną względem poprzednika kolorystykę z mieszanką czerni i nakładek imitujących barwę aluminium. Dzięki dłuższemu rozstawowi osi, samochód zyskał więcej miejsca dla pasażerów tylnego rzędu siedzeń, a także głębszy i obszerniejszy bagażnik.

### Sprzedaż
Podobnie jak poprzednik, Chevrolet Aveo T250 był samochodem globalnym zaprojektowanym z myślą o uniwersalnych rynkach zbytu. W przeciwieństwie do pierwszej generacji, na całym rynku europejskim model oferowano już pod jednolitą nazwą Aveo. Samochód nosił ją także w krajach WNP, Azji, Ameryce Południowej, Stanach Zjednoczonych i Kanadzie, a także w Meksyku i Afryce.
Na wewnętrznym rynku Korei Południowej Aveo dalej było oferowane pod marką Daewoo jako Daewoo Gentra, z kolei na rynku chińskim – jako Chevrolet Lova, gdzie w maju 2009 roku otrzymał dedykowany facelifting odróżniający wygląd pasa przedniego od innych rynków.
Podobnie do poprzednika w schyłkowym etapie produkcji, także i odnowione Aveo trafiło do sprzedaży w Australii i Nowej Zelandii pod lokalną marką Holden jako nowa generacja linii modelowej Holden Barina.
Do połowy 2010 roku na europejskim rynku sprzedano około 240 200 sztuk Aveo sedan.
Po zakończeniu produkcji Chevroleta Aveo w 2011 roku na większości rynków globalnych, samochód dalej pozostał w produkcji do 2017 roku w Meksyku, gdzie oferowano go równolegle z nowszym modelem znanym tam jako Sonic.
Między 2012 a 2014 rokiem Aveo było produkowane na Ukrainie w ramach licencji przez lokalne przedsiębiorstwo ZAZ jako ZAZ Vida, z kolei w 2015 roku ruszyła również licencyjna produkcja odmiany sedan pod uzbecką marką Ravon jako Ravon Nexia N3.

### Polskie Aveo
W październiku 2007 roku rozpoczęła się produkcja Chevroleta Aveo z linii T250 w zakładach FSO w Warszawie. Pierwsze pojazdy próbne zjechały z taśm 11 lipca 2007 roku, natomiast oficjalna produkcja rozpoczęła się 6 listopada 2007 roku. Do kwietnia 2008 roku Aveo produkowane przez FSO dostarczane było wyłącznie na rynek ukraiński. Oficjalna produkcja wersji 3 i 5-drzwiowej ruszyła 14 lipca 2008 roku.
Produkcja Aveo T250 w FSO zakończyła się w 23 lutego 2011 roku po wyprodukowaniu 126 622 samochodów. Był to ostatni model samochodu produkowany w warszawskim zakładzie. Następca nie trafił do produkcji w Polsce m.in. ze względu na zniesienie przez UE ceł na pojazdy importowane bezpośrednio z Korei Południowej.

#### Wersje wyposażenia
- Base
- Base+
- LS
- LT

#### Silniki
- L4 1.4l E-TEC
- L4 1.5l E-TEC
- L4 1.6l E-TEC
- L4 1.6l Family 1

### Aveo Hatchback

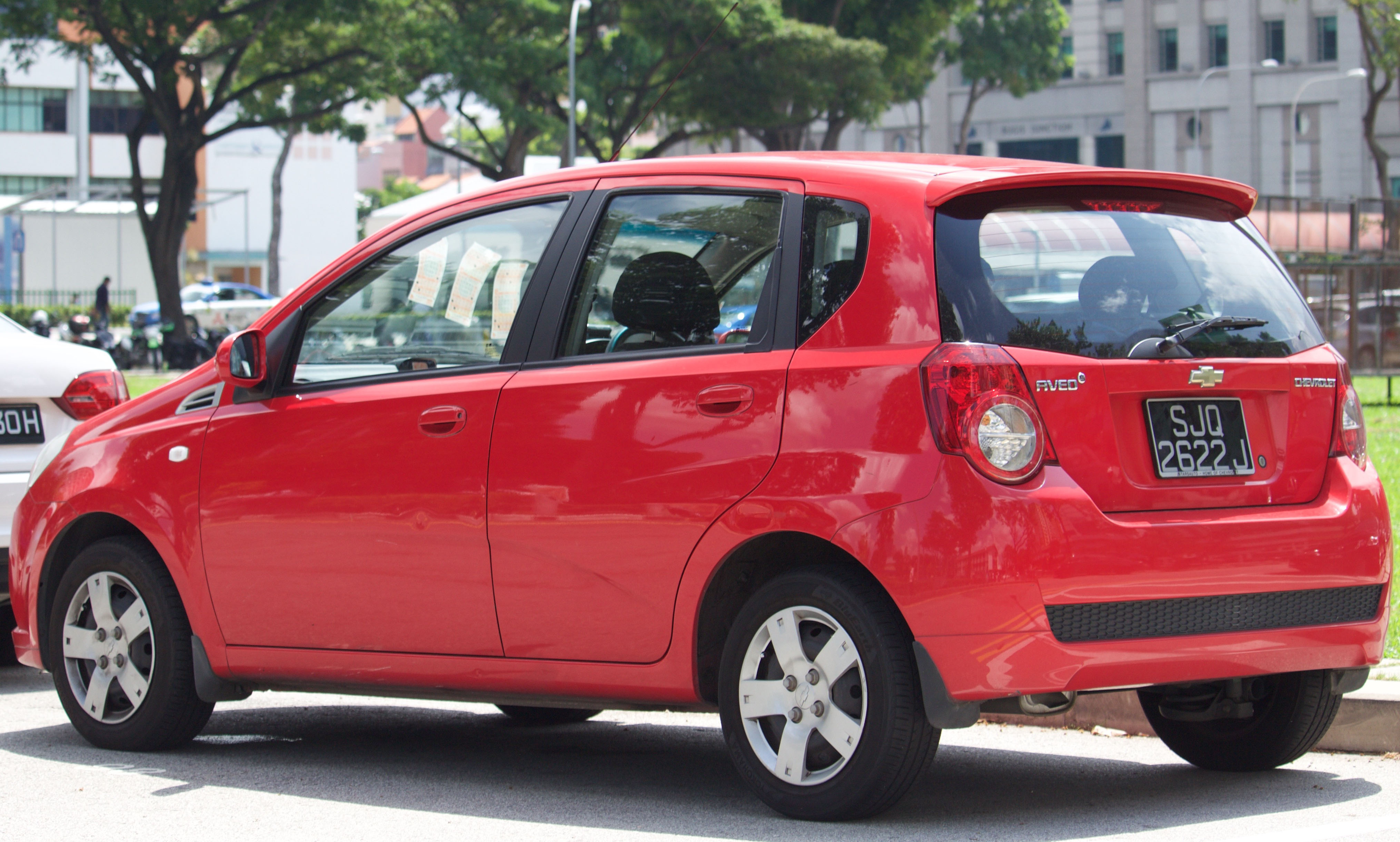
Chevrolet Aveo II Hatchback – tył

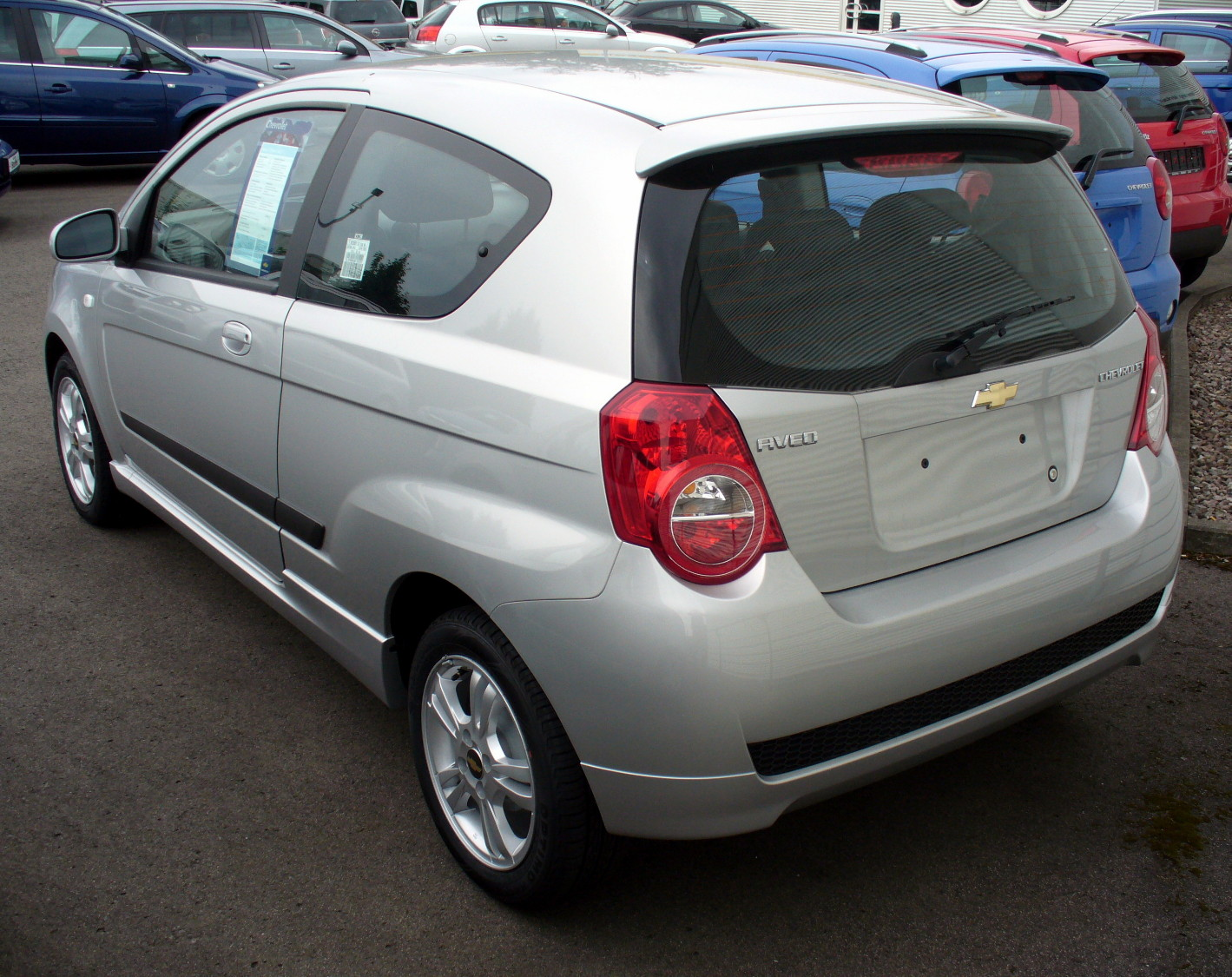
Chevrolet Aveo II Hatchback 3D

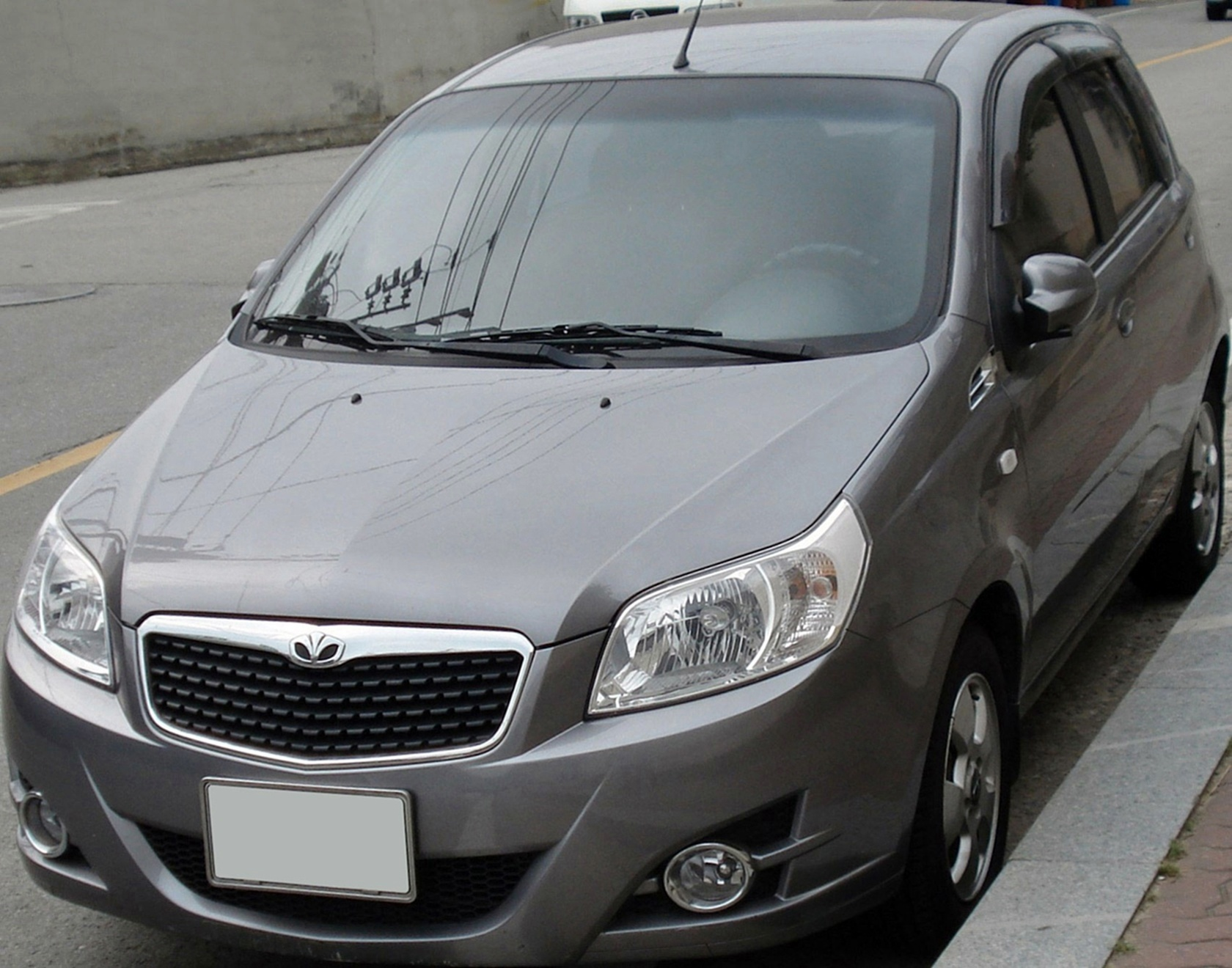
południowokoreański Daewoo Gentra X

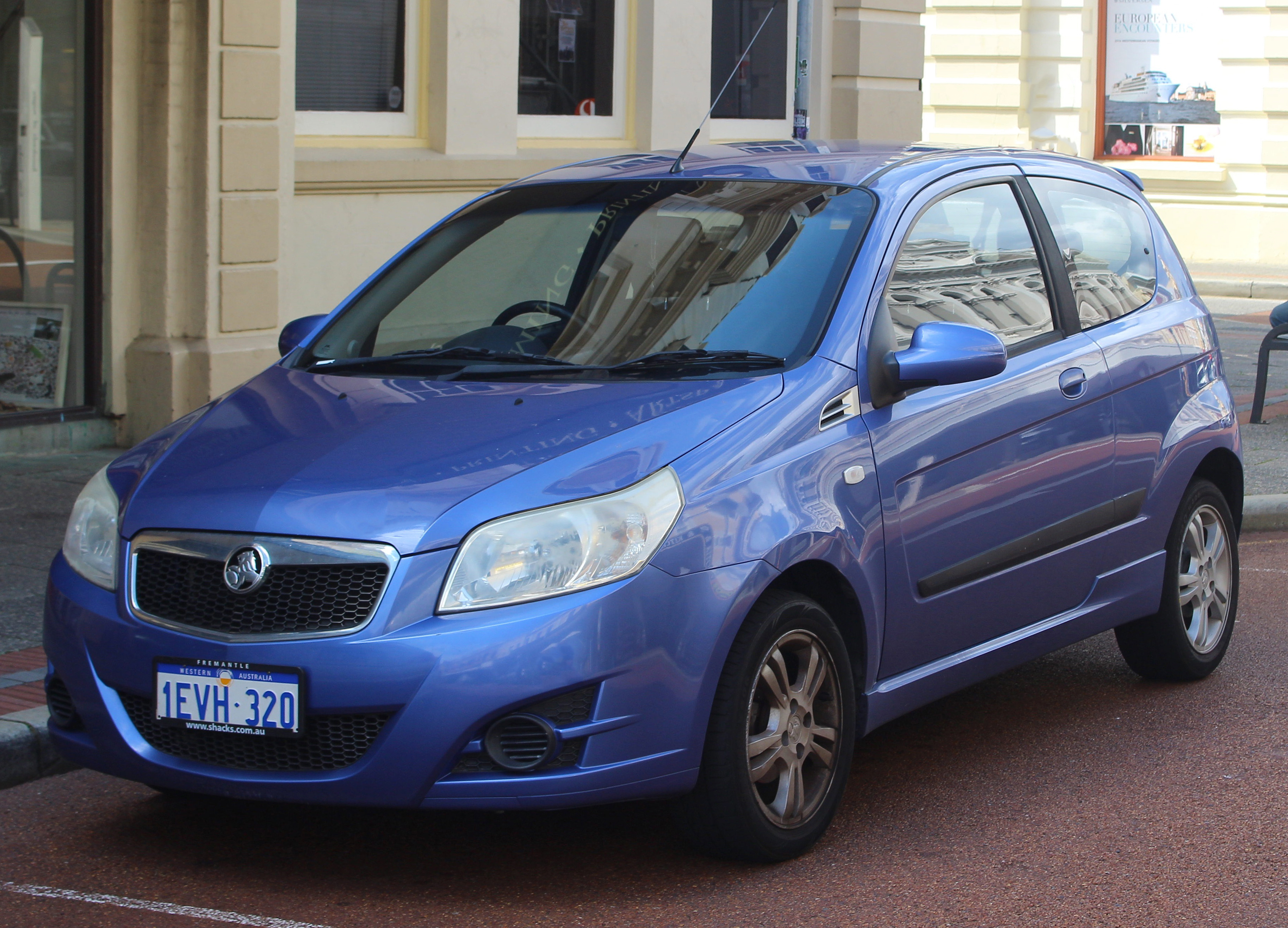
australijski Holden Barina

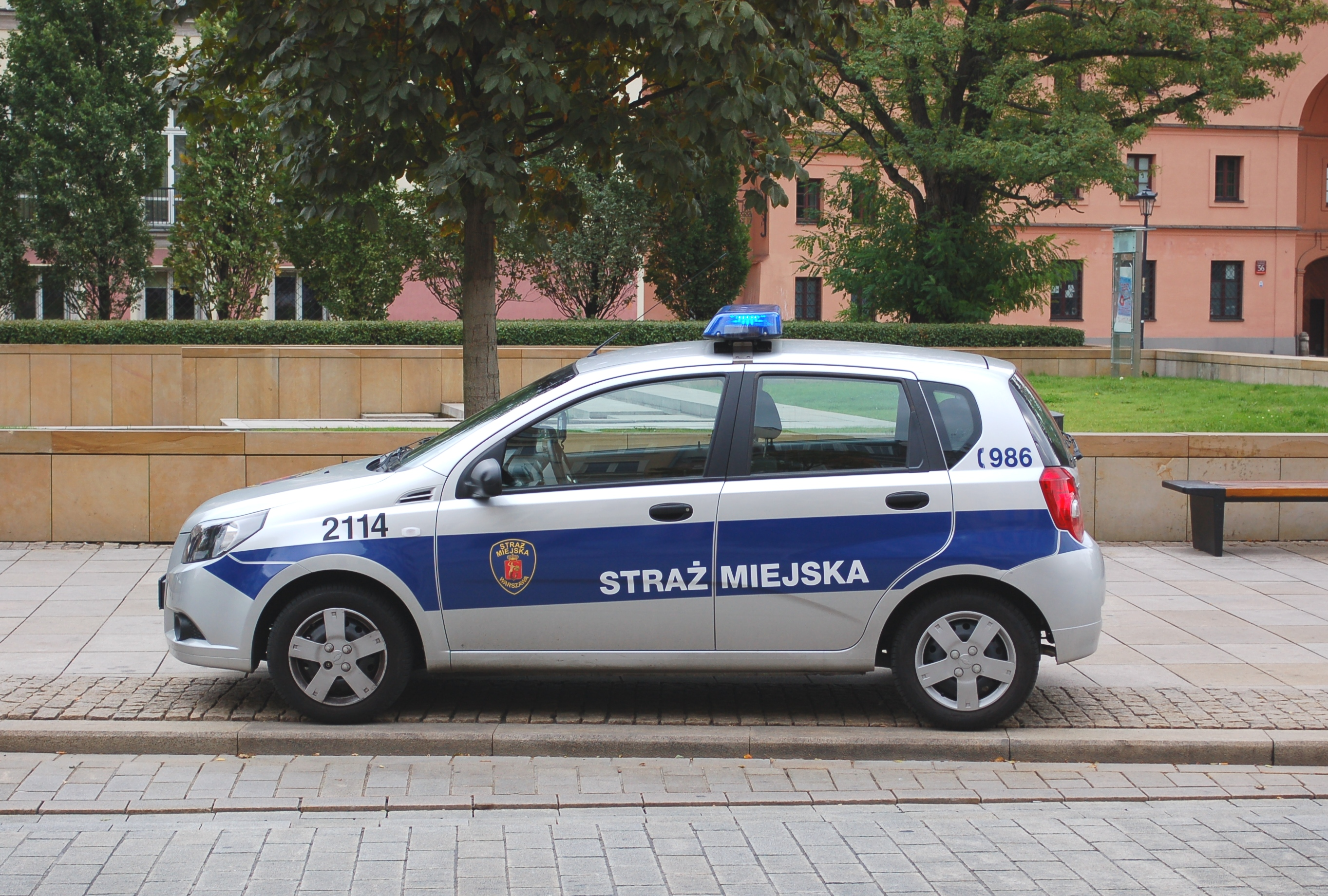
polski FSO Chevrolet Aveo Hatchback w barwach warszawskiej Straży Miejskiej

Chevrolet Aveo II Hatchback został zaprezentowany po raz pierwszy w 2007 roku.
Gama nowego Aveo 2 lata po prezentacji sedana została uzupełniona przez odnowionego 3 i 5-drzwiowego hatchbacka który dostał kod fabryczny T255. W przeciwieństwie do Sedana, Aveo Hatchback w mniejszym stopniu odróżniało się wizualnie od poprzednika, zyskując jedynie inny wygląd pasa przedniego, zmodyfikowany tylny zderzak oraz dodatkowy, okrągły akcent w podobnie ukształtowanych lampach tylnych.
Pas przedni, który zyskał inny wygląd od wariantu sedan, wyróżniał się agresywniej ukształtowanymi reflektorami z charakterystycznym zadarciem ku górze, a także dużą atrapą chłodnicy przedzieloną w połowie poprzeczką w kolorze nadwozia z logo producenta, a także nakładkami w rogach błotników imitujących wloty powietrza.
Kokpit i wystrój kabiny pasażerskiej został w całości zaadaptowany z odmiany sedan, przynosząc nowy wygląd, lepsze wykonanie materiałów wykończeniowych i poprawione wyciszenie. Oprócz zmian w stylistyce, odświeżone Aveo Hatchback otrzymało jednostki napędowe 1.2 16v o mocy maksymalnej 84 KM oraz 1.4 16v o mocy maksymalnej 101 KM.

#### Sprzedaż
Podobnie jak odmiana sedan, Aveo Hatchback serii T255 było samochodem globalnym. Samochód trafił do sprzedaży w Europie już jednolicie pod nazwą Aveo, a także państwach byłego Związku Radzieckiego, Azji, Ameryce Południowej, Stanach Zjednoczonych i Kanadzie, a ponadto w Meksyku i Afryce.
W Europie wersja 5-drzwiowa trafiła do sprzedaży w marcu 2008 roku, natomiast 3-drzwiowa w czerwcu 2008 roku. Do połowy 2010 roku w europie sprzedano około 56 700 egzemplarzy wersji trzydrzwiowej i około 400 000 sztuk wersji 5-drzwiowej.
Wzorem wariantu trójbryłowego, w Korei Południowej Aveo Hatchback trafiło do oferty nadal działającej tam wówczas marki Daewoo jako Daewoo Gentra X. Podobny schemat zadziałał w Australii oraz Nowej Zelandii, gdzie Aveo Hatchback dołączyło do wariantu sedan pod marką Holden jako Holden Barina.
Na licencji między 2012 a 2014 rokiem Aveo Hatchback było produkowane także na Ukraińskim Zaporożu pod lokalną marką ZAZ jako ZAZ Vida razem z tak samo nazywającą się odmianą sedan.

#### Wersje wyposażenia
- Base
- Base+
- LS
- LT

Auto seryjnie było wyposażone m.in. w czołowe, boczne i kurtynowe poduszki powietrzne, systemy ABS, BAS, TCS, HSA oraz ESC, czujniki parkowania oraz elektryczne szyby przednie. Klimatyzacja jest dostępne w droższej wersji LT.
W bogatszych wersjach można znaleźć ABS, obrotomierz, 14- i 15-calowe koła ze stopów lekkich, układ kierowniczy ze wspomaganiem, podłokietnik przy fotelu kierowcy, elektrycznie sterowane szyby i lusterka (wraz z podgrzewaniem), centralny zamek, kluczyk z pilotem, radio z odtwarzaczem CD, klimatyzację z filtrem powietrza, przednie światła przeciwmgielne, poduszkę powietrzną pasażera, poduszki boczne. Warto odnotować, że na polskim rynku można do wszystkich wersji silnikowych dokupić amortyzatory gazowe (zamiast seryjnych olejowych).

#### Silniki
- L4 1.4l E-TEC
- L4 1.5l E-TEC
- L4 1.6l E-TEC
- L4 1.6l Family 1

### Dane techniczne (T200, T250 i T255)
| Parametry                                | Silnik                    | Silnik                    | Silnik                 | Silnik                 | Silnik                    | Silnik                    | Silnik                    | Silnik                    |
| ---------------------------------------- | ------------------------- | ------------------------- | ---------------------- | ---------------------- | ------------------------- | ------------------------- | ------------------------- | ------------------------- |
| Nazwa                                    | 1,2 8v                    | 1,2 16v                   | 1,4 8v                 | 1,4 16v                | 1,4 16v                   | 1,5 8v *                  | 1,6 16v *                 | 1,6 16v *                 |
| Typ silnika / Pojemność silnika (cm³)    | benzynowy R4, 1150 cm³    | benzynowy R4, 1206 cm³    | benzynowy R4, 1399 cm³ | benzynowy R4, 1399 cm³ | benzynowy R4, 1399 cm³    | benzynowy R4, 1498 cm³    | benzynowy R4, 1598 cm³    | benzynowy R4/ 1605 cm³    |
| Moc (KM przy obr. na min.)               | 72 KM/5400                | 84 KM/6000                | 83 KM/5600             | 94 KM/6200             | 101 KM/6400               | 86 KM/5800                | 106 KM/6000               | 103 KM/5800               |
| Moment obrotowy (Nm na min. [obr. /min]) | 104 Nm przy 4400          | 114 Nm przy 3800          | 123 Nm przy 3300       | 130 Nm przy 3400       | 131 Nm przy 4200          | 128 Nm przy 3600          | 142 Nm przy 4000          | 145 Nm                    |
| Prędkość maksymalna (km/h)               | 157 km/h                  | 170 km/h                  | 170 km/h               | 176 km/h               | 175 km/h                  | 172 km/h                  | 190 km/h                  | 190 km/h                  |
| Przyspieszenie 0–100 km/h (w sekundach)  | 13,7 s                    | 12,8 s                    | 12,1 s                 | 11,1 s                 | 11,9 s                    | 12,5 s                    | 10,0 s                    | 10,0 s                    |
| Opony                                    | 175/70 R13 lub 185/60 R14 | 175/70 R13 lub 185/60 R14 | 185/60 R14             | 185/55 R15             | 185/60 R14 lub 185/55 R15 | 185/60 R14 lub 185/55 R15 | 185/60 R14 lub 185/55 R15 | 185/60 R14 lub 185/55 R15 |

*nieoferowany w Polsce

## Trzecia generacja

### Wersja światowa

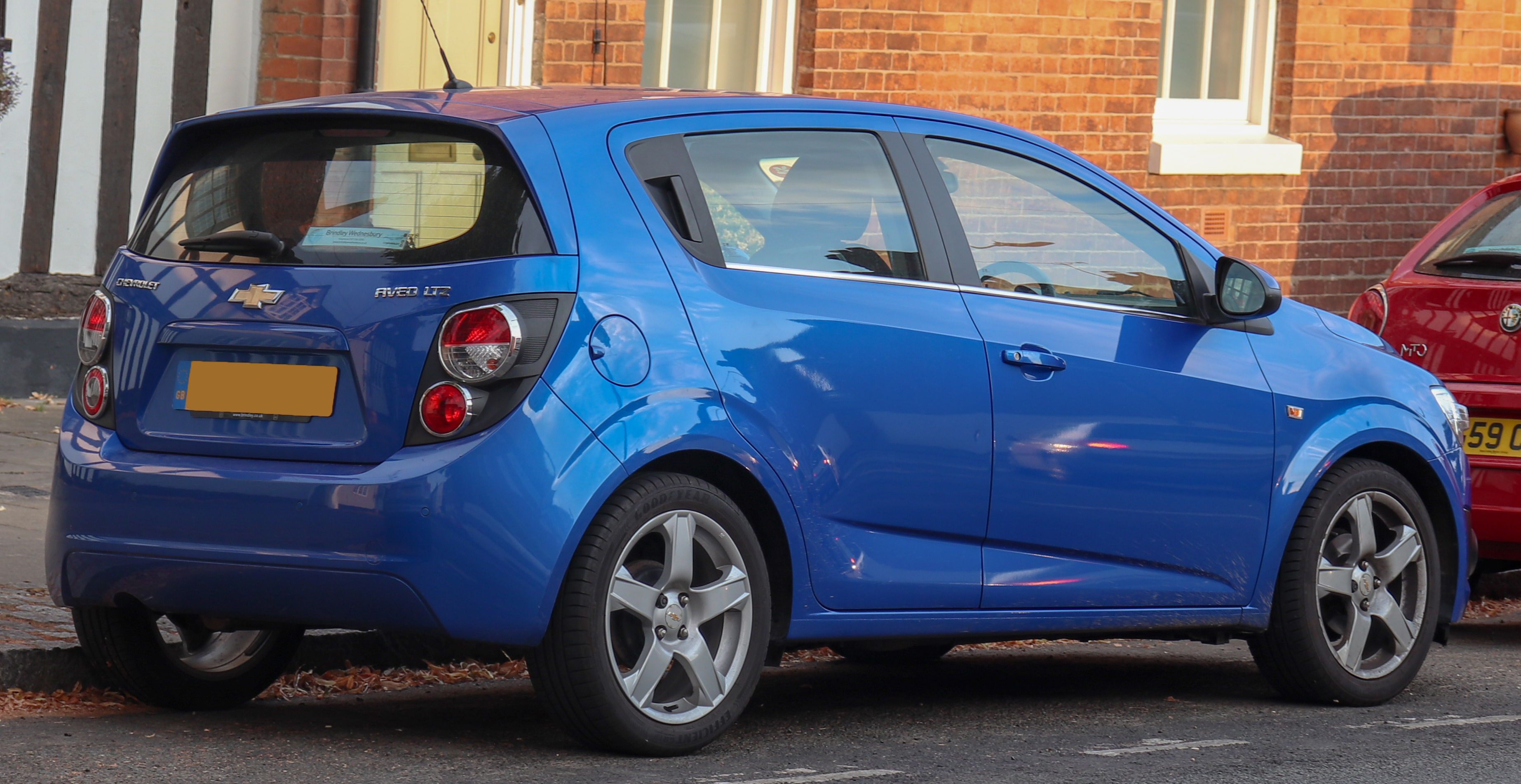
Chevrolet Aveo III – tył

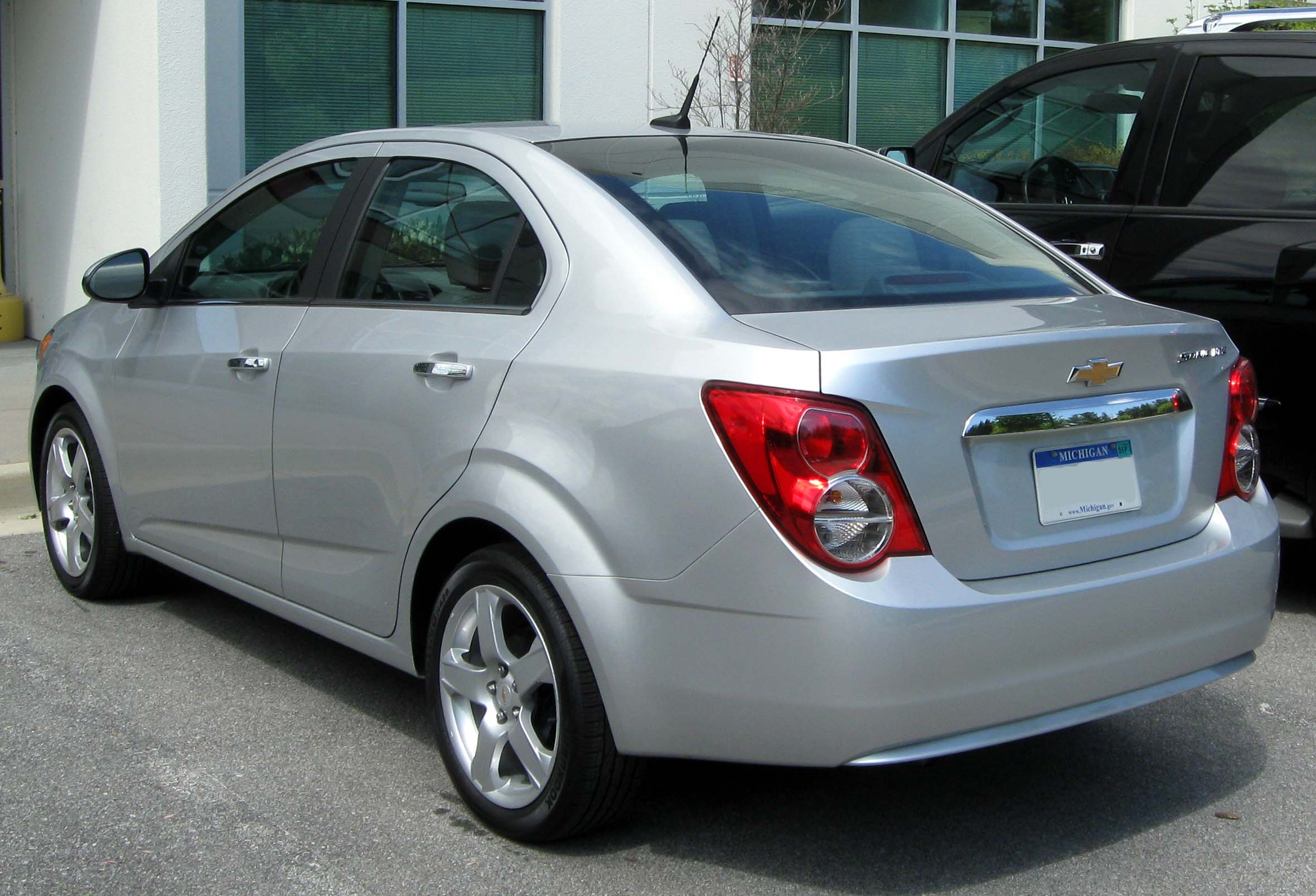
Chevrolet Aveo III Sedan

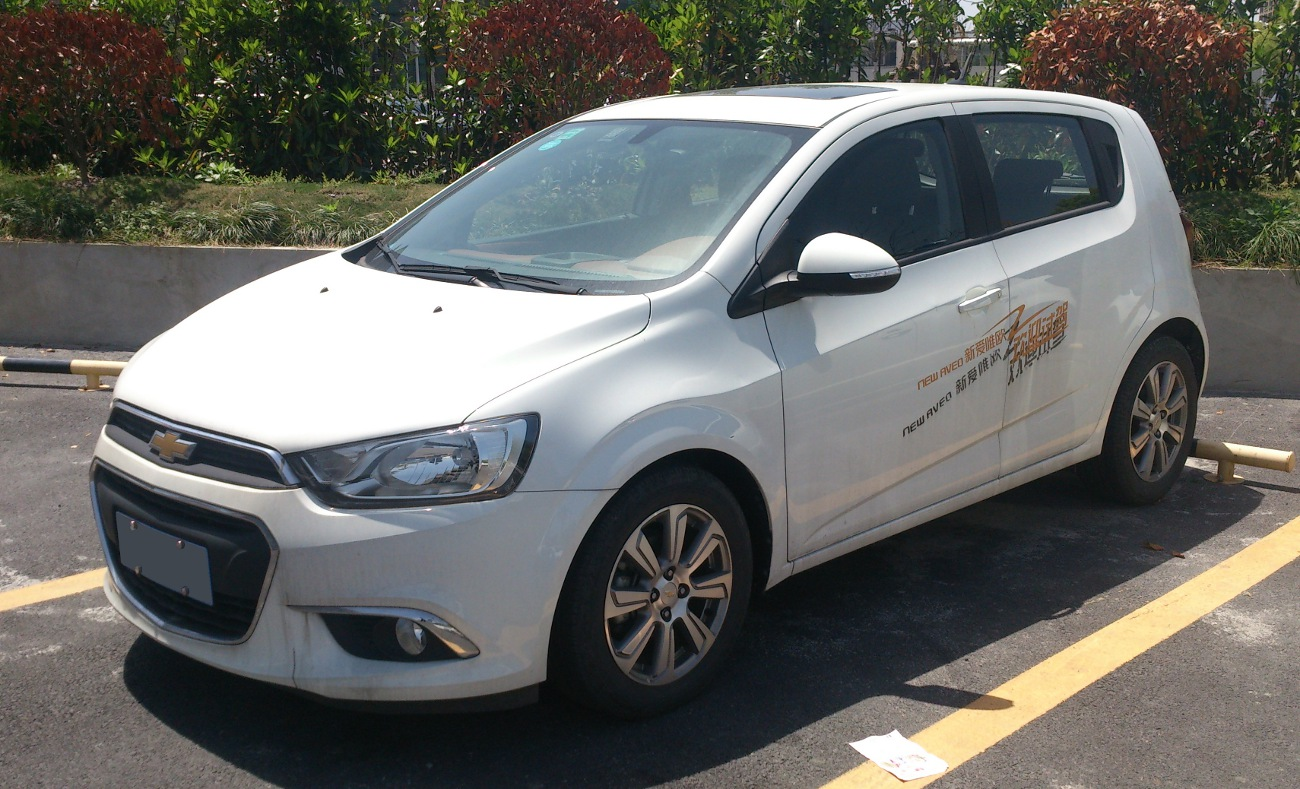
chiński Chevrolet Aveo III po liftingu

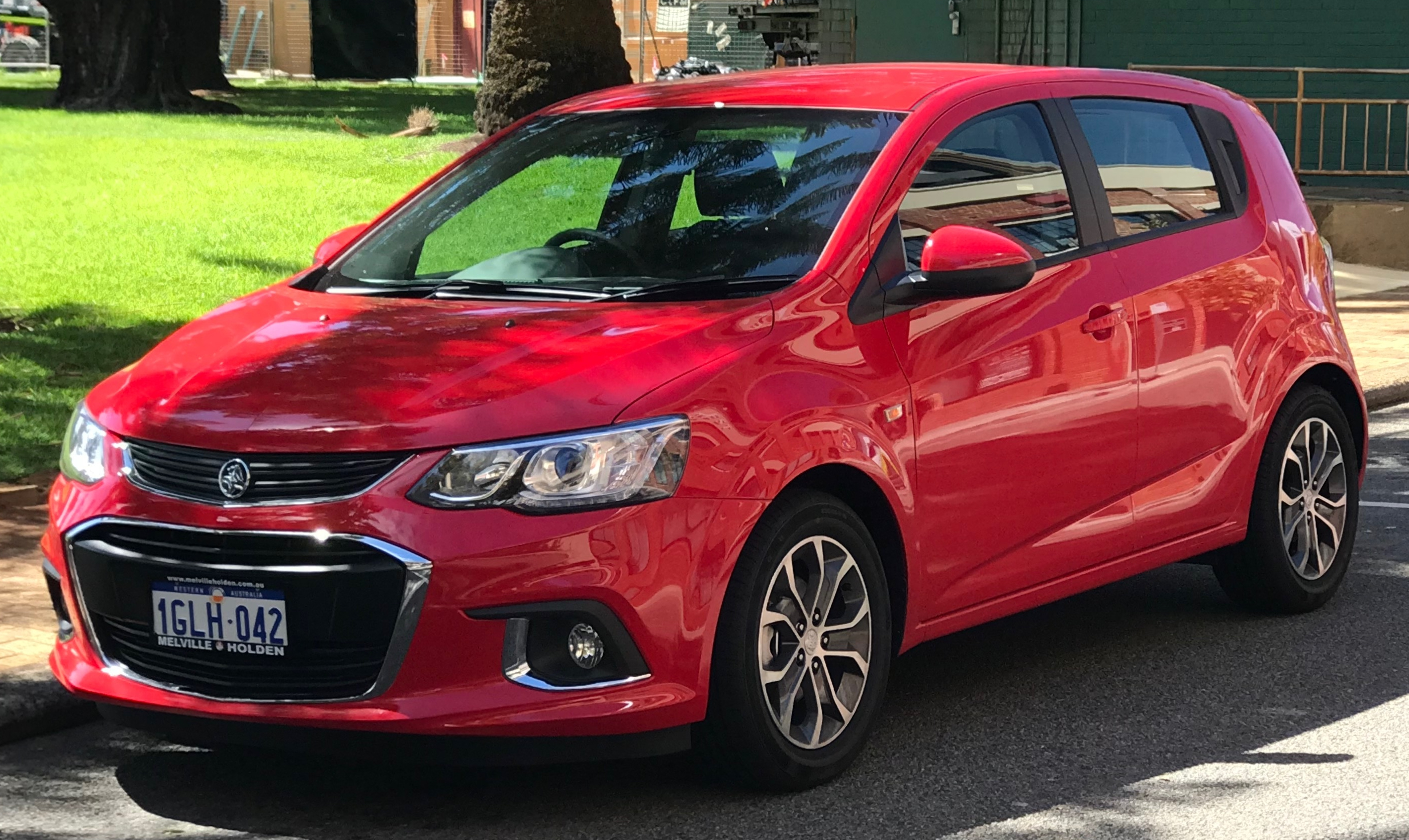
australijski Holden Barina po liftingu

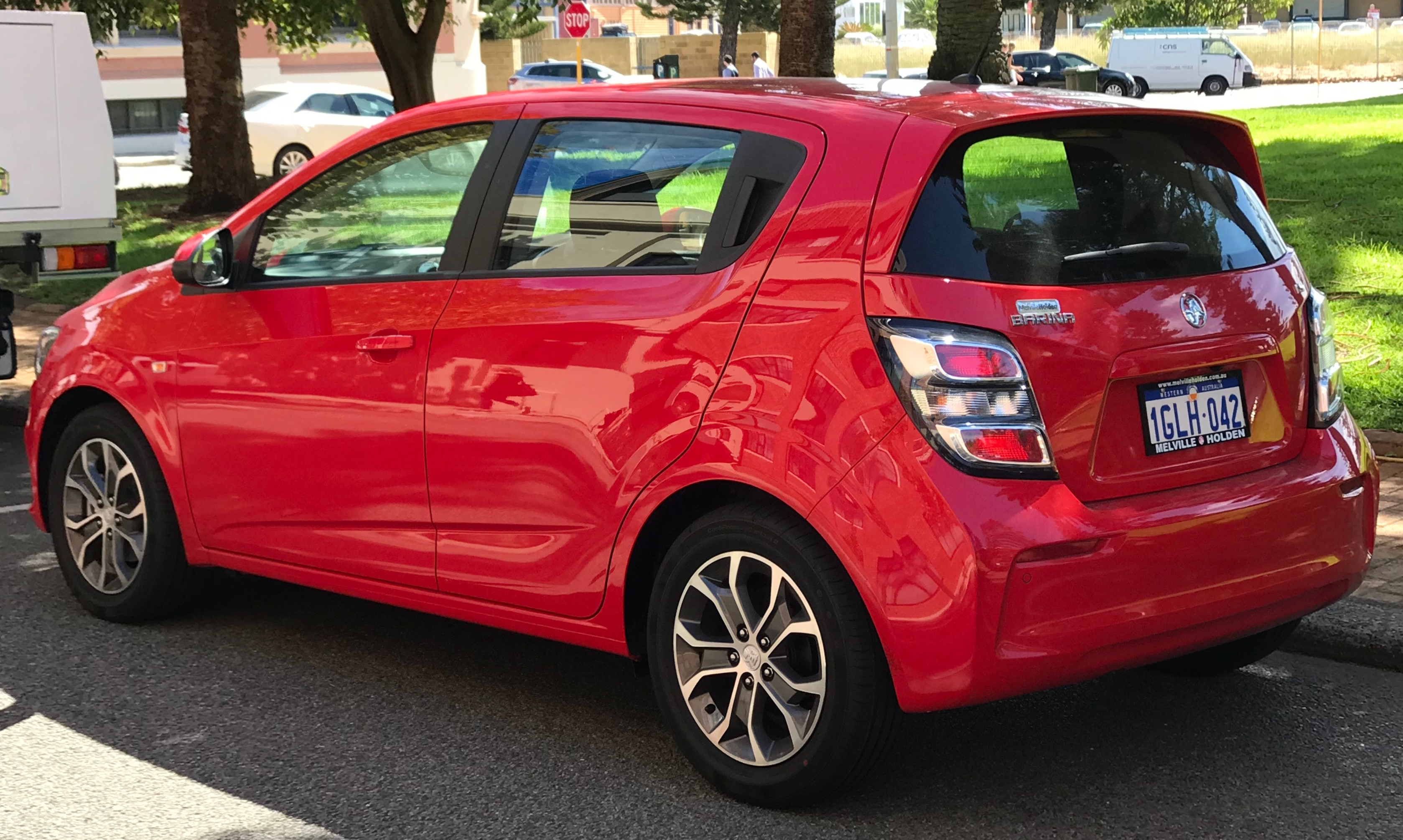
australijski Holden Barina – tył po liftingu

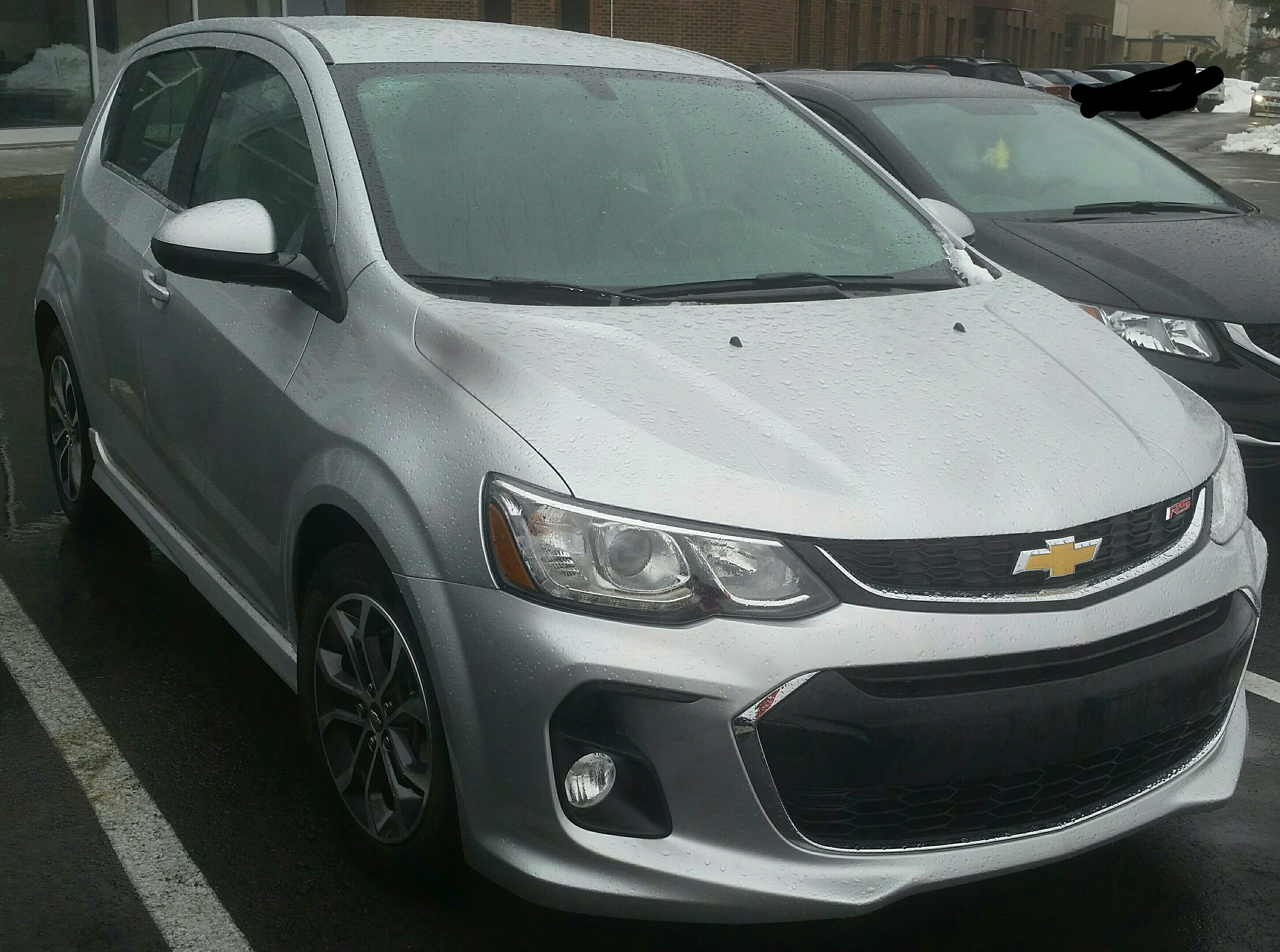
amerykański Chevrolet Sonic RS po liftingu

Chevrolet Aveo III został zaprezentowany po raz pierwszy w 2010 roku.
Nowe wcielenie Aveo oznaczone kodem fabrycznym T300 powstało jako pierwsza całkowicie nowa konstrukcja od momentu debiutu modelu jeszcze jako Daewoo w 2002 roku. Pojazd powstał w oparciu o nową generację platformy Gamma II wykorzystanej przez koncern General Motors do budowy licznych miejskich samochodów zarówno Chevroleta, jak i Opla.
Aveo nowej generacji powstało według zupełnie nowej koncepcji, zyskując szerszą, niższą i bardziej dynamiczną sylwetkę podobną do mniejszego modelu Spark. Charakterystycznymi cechami wyglądu stały się nietypowe przednie światła z niezależnymi obudowami dla świateł mijania i drogowych, a także umiejscowienie klamek tylnych drzwi tuż w rogach szyb w przypadku wariantu hatchback.
Kokpit Aveo otrzymał dynamiczny kształt z nietypowymi, pozbawionymi obudowy zegarami nawiązującymi do motocykli, a także minimalistyczny wzór konsoli centralnej i koło kierownicy identyczne względem większego Cruze.

#### Sprzedaż
Chevrolet Aveo trzeciej generacji zachował koncepcję globalnego pojazdu, trafiając ponownie do sprzedaży w Europie, krajach WNP, w Chinach i na Bliskim Wschodzie. W związku z całkowitą likwidacją marki Daewoo, także i w Korei Południowej po raz pierwszy samochód otrzymał nazwę Chevrolet Aveo.
Wobec rynku Ameryki Północnej i Ameryki Południowej General Motors zdecydowało się zastosować tym razem inną nazwę – Chevrolet Sonic.
Na rynku Australii i Nowej Zelandii mały model Chevroleta ponownie zasilił gamę marki Holden jako Holden Barina.

#### Lifting
W 2014 roku chińska odmiana Chevroleta Aveo jako pierwsza przeszła gruntowną restylizację. Przód otrzymał zupełnie nowy wygląd, zyskując tym razem już jednolite, wyżej zadarte lampy pod jednolitym kloszem, a także inaczej ukształtowany wlot powietrza z wyżej umieszczonym logo. Zmienił się też wygląd tylnego zderzaka i wypełnienie lamp.
Chevrolet Sonic na rynki północnej i południowej Ameryki doczekał się restylizacji dwa lata później, w marcu 2016 roku, z kolei australijski Holden Barina – w listopadzie 2016 roku. W obu przypadkach restylizacja przeszła nieznacznie inny zakres niż wariant chiński, z inaczej ukształtowaną dolną krawędzią reflektorów i niżej umieszczonym logo.

### Koniec produkcji
W związku z nową polityką koncernu General Motors wdrażaną stopniowo w pierwszej połowie drugiej dekady XXI wieku, Chevrolet Aveo ostatniej generacji systematycznie znikał z kolejnych rynków, tracąc status tak globalnego, jak poprzednicy. W 2014 roku samochód wycofano z Europy w związku z likwidacją obecności Chevroleta w tym regionie, a rok później grono to poszerzono poprzez zamknięcie operacji w Rosji.
W 2018 roku Aveo zniknęło z oferty w Chinach w związku z prezentacją nowego miejskiego modelu Onix, a w 2019 roku na podobny krok zdecydował się Chevrolet w krajach Ameryki Południowej, zastępując tamtejszego Sonica nowym Oniksem.
Bez następcy mały model General Motors zniknął z rynku Kanady i Australii w 2018 roku i Korei Południowej w 2019 roku, z kolei ostatnim rynkiem, na którym model pozostał w sprzedaży i produkcji były Stany Zjednoczone, gdzie Chevrolet wycofał go z rynku w drugiej połowie 2020 roku. Tam jednak model otrzyma następcę w postaci elektrycznego crossovera Bolt EUV.

#### Wersje wyposażenia[48]
Chevrolet Aveo oferowany jest w czterech wersjach wyposażenia:
- LS
- LT
- LT+
- LTZ

Standardowe wyposażenie podstawowej wersji LS obejmuje m.in. systemy ABS i ESP, 6 poduszek powietrznych, centralny zamek, elektrycznie regulowane szyby przednie, tempomat, regulowaną kolumnę kierowniczą w dwóch płaszczyznach, a także radio z CD i MP3 (4 głośniki).
Bogatsza wersja LT dodatkowo wyposażona jest m.in. w radioodtwarzacz z CD, MP3, USB i Bluetooth (6 głośników), komputer pokładowy, klimatyzacje manualną i klamki lakierowane pod kolor nadwozia.
Kolejna w hierarchii wersja – LT+ dodatkowo została wyposażona m.in. w elektrycznie regulowane szyby tylne, kierunkowskazy umieszczone w lusterkach i elektrycznie regulowane, oraz podgrzewane lusterka.
Topowa wersja LTZ została ponad to wyposażona m.in. w reflektory przeciwmgielne, podłokietnik przedni, czujniki cofania, czujnik deszczu, kierownicę obszytą skórą i 16 calowe felgi aluminiowe.
W zależności od wersji wyposażenia samochód możemy opcjonalnie wyposażyć m.in. w podgrzewane fotele przednie, lakier metalizowany, elektryczny szyberdach, 17 calowe felgi aluminiowe i koło zapasowe.

#### Silniki
Dostępnych jest sześć silników benzynowych – wolnossące o pojemności 1,2 l (70 KM lub 86 KM), 1,4 l (100 KM), 1,6 l (115 KM) oraz oferowane tylko na rynku amerykańskim silnik 1,8 l (138 KM) oraz turbodoładowany 1,4 (140 KM) oraz dwa silniki Diesla – oba o pojemności 1,3 l i mocy maksymalnej 75 i 95 KM.
| Parametry                                              | Silnik benzynowy   | Silnik benzynowy   | Silnik benzynowy                          | Silnik benzynowy                          | Silnik benzynowy                          | Silnik benzynowy                          | Silnik wysokoprężny | Silnik wysokoprężny   |
| ------------------------------------------------------ | ------------------ | ------------------ | ----------------------------------------- | ----------------------------------------- | ----------------------------------------- | ----------------------------------------- | ------------------- | --------------------- |
| Nazwa Oznaczenie kodowe                                | 1,2 LDC            | 1,2 LWB            | 1,4 LDD                                   | 1,4 LUV                                   | 1,6 LDE                                   | 1,8 LUW                                   | 1,3 LDV             | 1,3 LSF               |
| Typ silnika / Pojemność silnika (cm³)                  | R4, 1229           | R4, 1229           | R4, 1398                                  | R4 turbo, 1364                            | R4, 1598                                  | R4, 1796                                  | R4 turbo, 1248      | R4 turbo, 1248        |
| Moc (KM przy obr. na min.)                             | 70 KM przy 5600    | 86 KM przy 5600    | 100 KM przy 6000                          | 140 KM przy 4900                          | 115 KM przy 6000                          | 138 KM przy 6300                          | 75 KM przy 4000     | 95 KM przy 4000       |
| Moment obrotowy (N·m przy [obr. /min])                 | 115 N·m przy 4000  | 115 N·m przy 4000  | 130 N·m przy 4000                         | 200 N·m przy 1850-4900                    | 155 N·m przy 4000                         | 168 N·m przy 3800                         | 190 N·m przy 1750   | 210 N·m przy 1750     |
| Prędkość maksymalna (km/h)                             | 162                | 171                | 174 (175)                                 | 197 (182)                                 | 183 (178)                                 | 201 (195)                                 | 163                 | 174                   |
| Przyspieszenie 0–100 km/h (w sekundach)                | 14,3               | 13,4               | 12,2 (13,1)                               | 8,7 (b.d.)                                | 11,3 (11,7)                               | 9,6 (9,9)                                 | 14,2                | 12,6                  |
| Skrzynia biegów                                        | manualna 5-biegowa | manualna 5-biegowa | manualna 5-biegowa automatyczna 6-biegowa | manualna 6-biegowa automatyczna 6-biegowa | manualna 5-biegowa automatyczna 6-biegowa | manualna 5-biegowa automatyczna 6-biegowa | manualna 5-biegowa  | manualna 6-biegowa    |
| Opony                                                  | 195/65 R15         | 195/65 R15         | 195/65 R15 205/55 R16                     | 195/65 R15                                | 205/55 R16 205/50 R17                     | 195/65 R15                                | 195/65 R15          | 205/55 R16 205/50 R17 |
| W nawiasach dane wersji z automatyczną skrzynią biegów |                    |                    |                                           |                                           |                                           |                                           |                     |                       |

##### Spalanie
Wszystkie silniki spełniają normę emisji spalin Euro 5. Najmniej CO² emituje silnik Diesla 1.3/75 – 97 g* na kilometr. Silnik ten, podobnie jak jego mocniejsza, 95-konna odmiana, wyposażony został w system Start&Stop, dzięki czemu na 100 km średnio spala w cyklu mieszanym 3,7 l* oleju napędowego.
* – dane dotyczą wersji sedan; średnie spalanie wersji hatchback to 3,8 l oleju napędowego na 100 km, a emisja CO² wynosi 99 g/km

### Wersja meksykańska

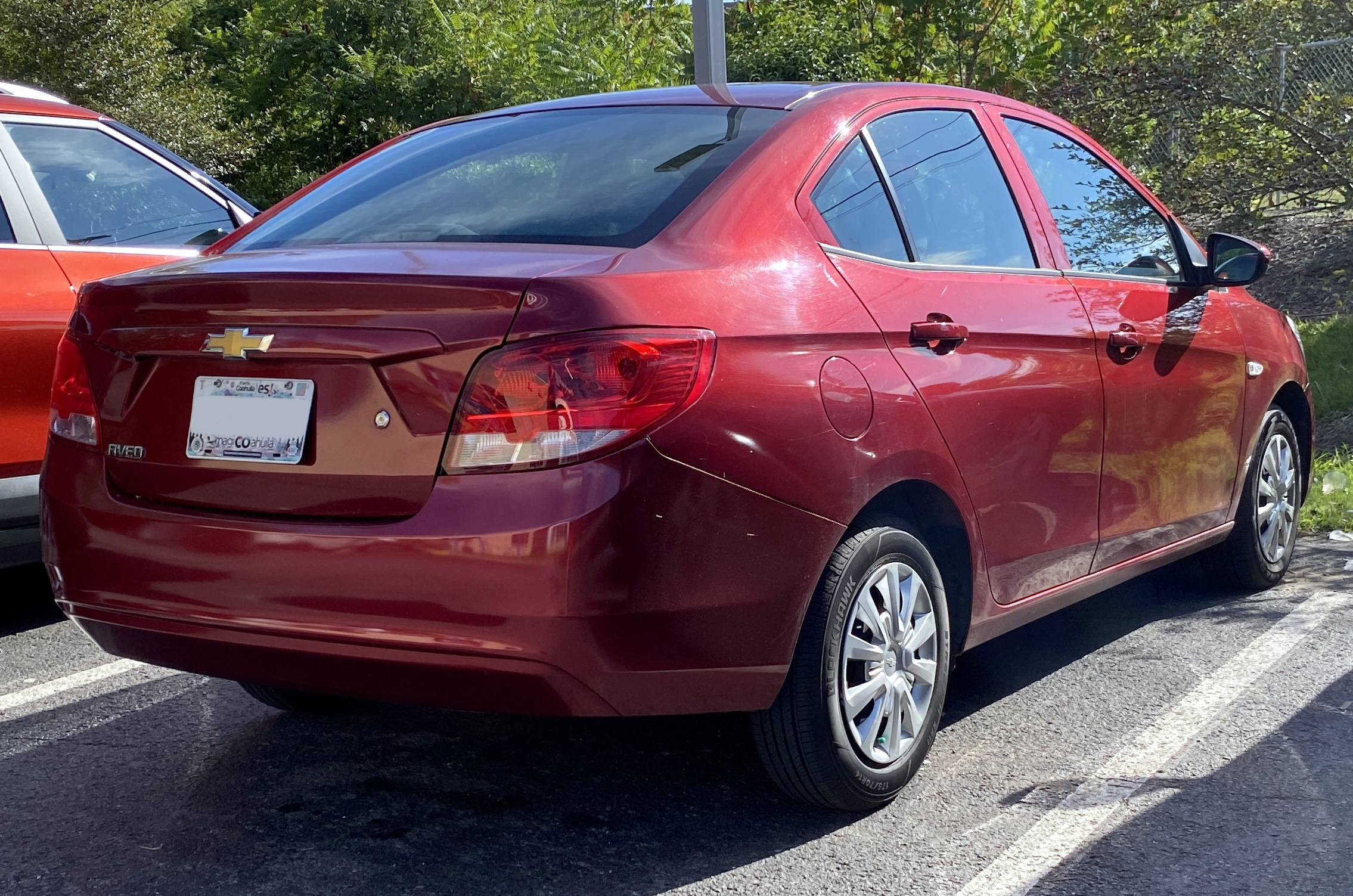
Chevrolet Aveo III – tył

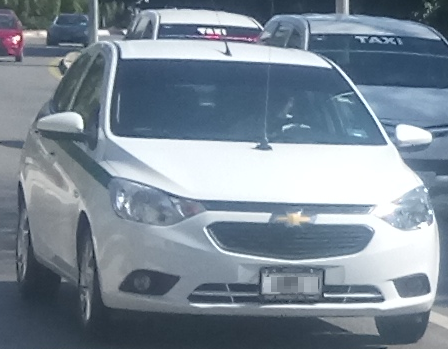
Chevrolet Aveo III Taxi

Chevrolet Aveo III został zaprezentowany po raz pierwszy w 2017 roku.
Jesienią 2017 roku meksykański oddział Chevroleta zdecydował się zakończyć produkcję przestarzałego modelu drugiej generacji, który jako ostatni na świecie pozostawał tam w sprzedaży.
Jego następcą zostało zupełnie nowe Aveo w lokalnej postaci, będące de facto jedynie importowanym z Chin Chevroletem Sail po modernizacji z 2014 roku pod inną nazwą. Zdecydowano się na jej zmianę z powodu negatywnej reputacji Saila sprzed modernizacji, który w testach bezpieczeństwa Latin NCAP odnotował wynik 0 gwiazdek.
Meksykańskie Aveo dostępne jest wyłącznie na tym rynku jako 4-drzwiowy sedan stanowiąc w ofercie budżetową alternatywę dla większego i nowszego modelu Onix.

#### Silniki
- L4 1.3l LEW
- L4 1.5l L2B

## Czwarta generacja

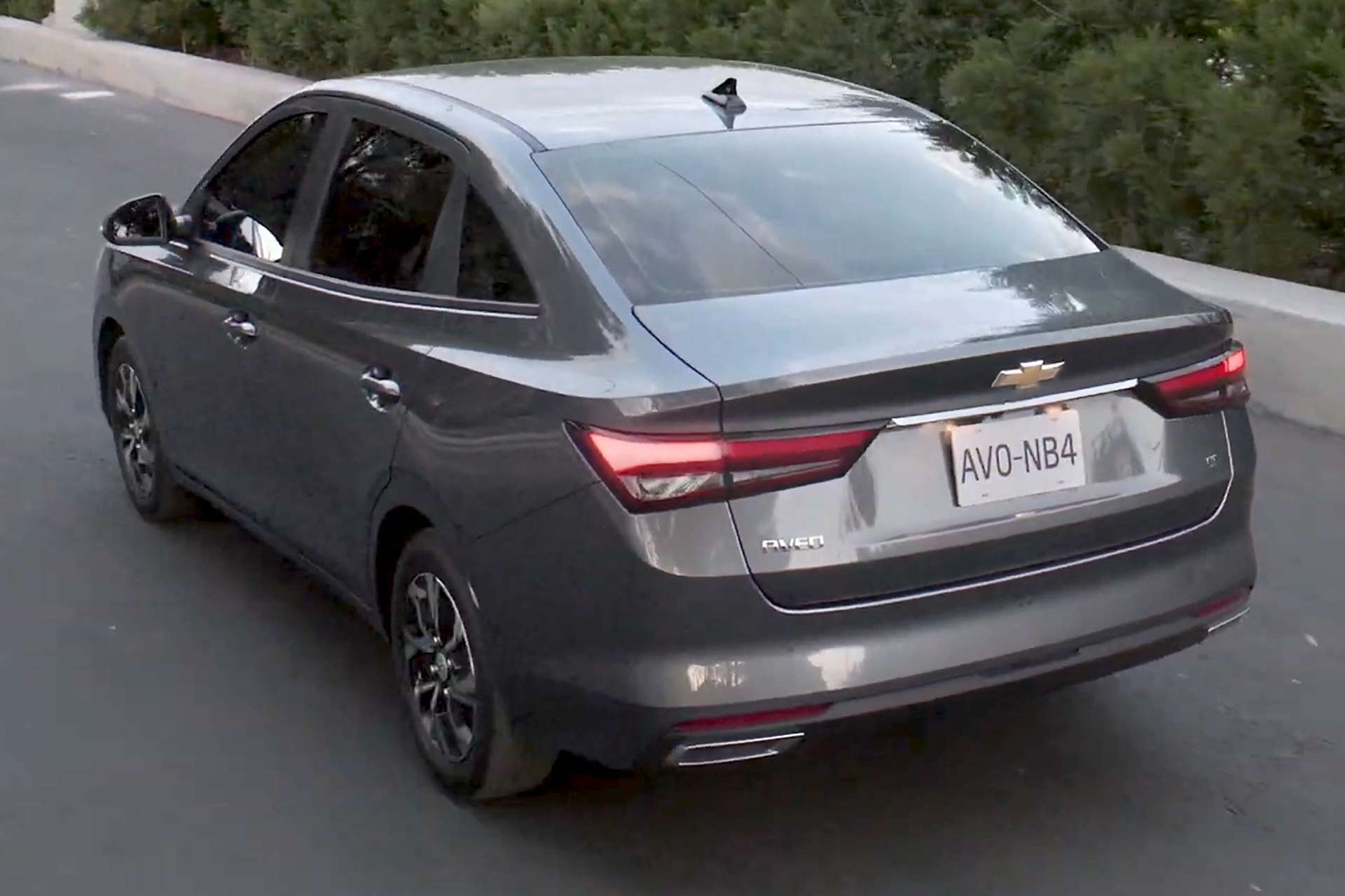
Chevrolet Aveo IV Sedan - tył

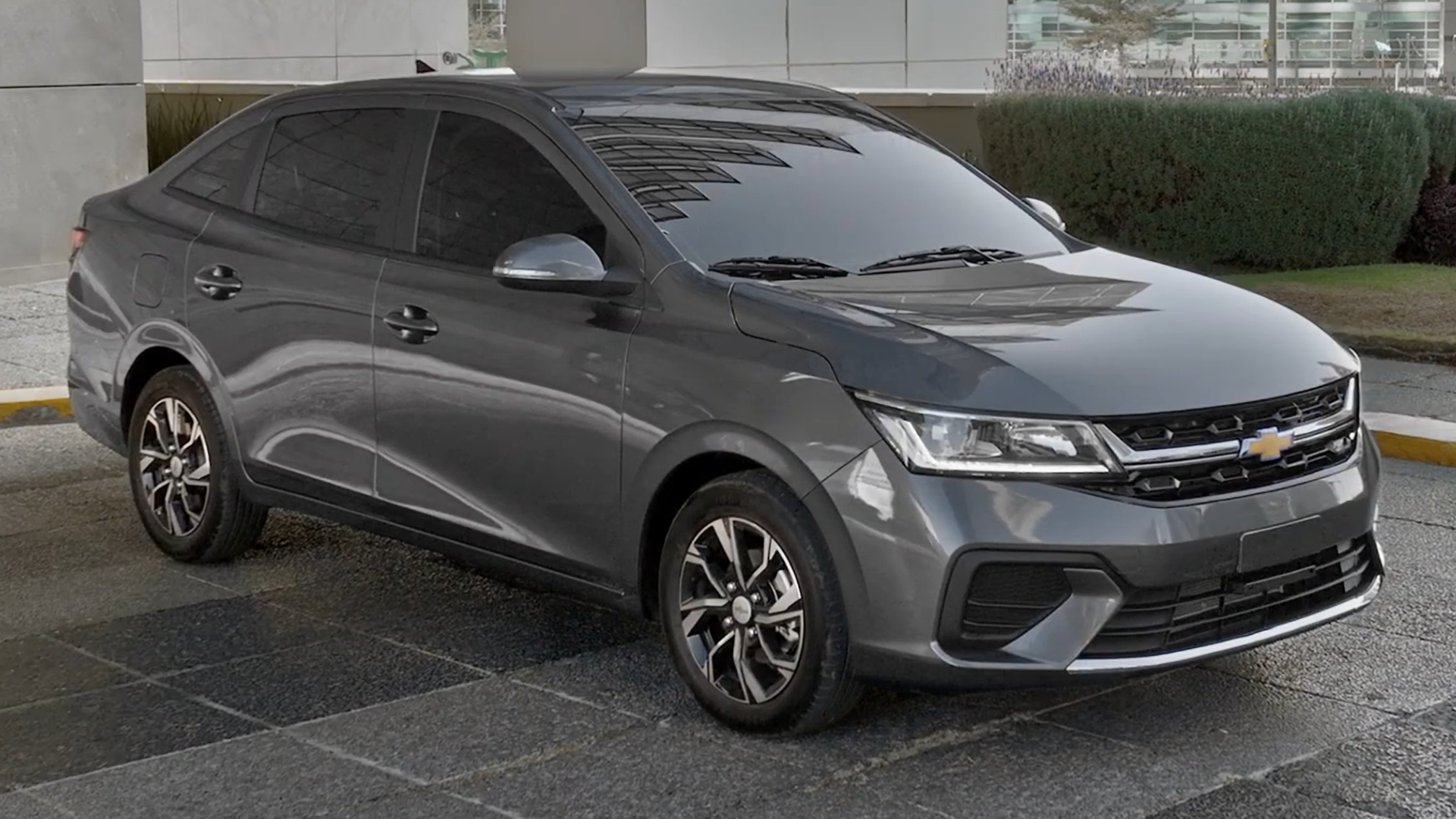
Chevrolet Aveo IV Sedan

Chevrolet Aveo IV został zaprezentowany po raz pierwszy w 2022 roku.
Po ograniczeniu zasięgu rynkowego Aveo wyłącznie do rynków latynoamerykańskich, tylko ten region otrzymał nową generację budżetowego subkompaktowego modelu. Została ona opracowana przez chińskiego partnera General Motors, współzarządzane przez koncern joint-venture SAIC-GM-Wuling. W przeciwieństiwe do poprzednika, nowe Aveo zyskało bardziej kanciaste proporcje z foremnie ukztałtowanymi reflektorami, chromowaną listwą na osłonie chłodnicy oraz zadartą ku górze linią szyb.
Kabina pasażerska utrzymana została w prostym, surowym wzornictwie ograniczającym się do centralnego dotykowego ekranu multimedialnego o przekątnej 4,2 cala oraz niżej rozmieszczonych fizycznych przycisków do sterowania m.in. klimatyzacją. Producent wzbogacił wyposażenie standardowe, obejmując w nim m.in. 6 poduszek powietrznych i system monitorowania zapięcia pasów bezpieczeństwa.
W przeciwieństwie do poprzednika, gama nadwoziowa poza 4-drzwiowym sedanem została wzbogacona także przez klasycznego, 5-drzwiowego hatchbacka. Do napędu wykorzystano tylko jeden, benzynowy czterocylindrowy silnik o pojmności 1,5 litra oraz mocy maksymalnej wynoszącej 95 KM. Połączono go z 6-biegową przekładnią manualną lub automatyczną, bezstopniową typu CVT.

### Sprzedaż
Produkcja nowej generacji Chevroleta Aveo rozpoczęła się już na 4 miesiące przed premierą, w sierpniu 2022 roku, lokując ją w chińskich zakładach SAIC-GM-Wuling. Sprzedaż na rynku meksykańskim rozpoczęła się w kwietniu 2023, z kolei eksport na wybrane rynki Ameryki Południowej pod nazwą Chevrolet Sail ruszył w listopadzie tego samego roku. 

#### Silnik
- R4 1.5l 98 KM